# Міжнародні відносини Німеччини
Зовнішня політика Німеччини охоплює двосторонні відносини та членство в багатосторонніх форматах і міжнародних та регіональних організаціях (включаючи Європейський Союз, ООН, НАТО, G7), а також діяльність у сфері захисту прав людини, захисту клімату, гуманітарної допомоги та міграції.

Логотип Федерального міністерства закордонних справ Німеччини

Країни, з якими Німеччина підтримує дипломатичні відносини.

Федеративна Республіка Німеччина (ФРН) є центральноєвропейською країною та членом Європейського Союзу, G4, G7, G20, Організації економічного співробітництва та розвитку та Організації Північноатлантичного договору (НАТО). Вона підтримує мережу з 229 дипломатичних представництв за кордоном і підтримує відносини з більш ніж 190 країнами. Як одна з провідних промислово розвинутих країн світу, вона визнана великою силою в європейських і глобальних справах. Німеччина також надає двосторонню економічну допомогу ряду країн, але кількість країн, які отримують допомогу, скоротилася зі 119 у 1998 році до 57 у 2008 році.

## Формування основних зовнішньополітичних цілей та напрямів після об'єднання Німеччини
Після об'єднання Німеччини і зміни міжнародної ситуації виникла потреба у визначенні національних інтересів і напрямів зовнішньополітичних цілей. У 1994 році в урядовій Білій книзі про зовнішню політику та політику безпеки Німеччини було визначено 5 основних інтересів:
- захист свободи, безпеки, територіальної цілісності та процвітання Німеччини;
- інтеграція Німеччини з європейськими демократіями в рамках Європейського Союзу;
- міцний і збалансований трансатлантичний альянс зі США як світовою державою;
- прагнення до згоди та партнерства зі східними сусідами та їх інтеграція в західні структури, а також формування нової системи європейської безпеки;
- повага до прав людини та справедливого світового економічного порядку, заснованого на вільній ринковій економіці.

Були також визначені напрями зовнішньої політики, зокрема, у сфері східної політики, виокремивши політику щодо країн Центральної та Східної Європи, Росії та Співдружності Незалежних Держав та країн Західних Балкан. Питання європейської інтеграції та трансатлантичних відносин були відокремлені від сфери західної політики. Ці припущення не зазнали суттєвих змін після приходу до влади в Німеччині соціал-демократичної та зеленої коаліції в 1998 році.

## Історія міжнародних відносин Німеччини

### До виникнення ФРН
З середини 19 століття до 1989 року німецьке питання було в центрі європейської дипломатії та конфліктів. Таким чином, німецька зовнішня політика відіграла важливу роль у формуванні сучасної Європи.
Проте Німеччина як національна держава не існувала до 1871 року, коли у Дзеркальній залі Версальського палацу було проголошено Рейх. Але розвиток німецької єдності був важливим питанням у європейських відносинах після революції 1848 року, з одного боку, і приходу до влади Бісмарка, з іншого. Це визначило австро-прусські, а згодом і франко-прусські відносини. Отто фон Бісмарк, канцлер Пруссії з 1862 року, хотів досягти німецької єдності «залізом і кров'ю». Це передбачало напружені відносини з державами, які могли стати на шляху до цієї єдності та величі Німеччини. Молода Німецька імперія вимагала, щоб інші держави ставилися до неї як до рівної в європейській дипломатії. Це було постійною рисою німецької дипломатії, хоча з 1945 по 1990 роки вона могла здійснюватися лише в рамках обмеженого суверенітету.
Німеччина була створена як сучасна держава на противагу Франції та навколо Пруссії, якій вдалося виключити свого австрійського суперника з Німецького союзу, предка сучасної Німеччини.

### Історія міжнародних відносин ФРН
З моменту свого створення 23 травня 1949 року Федеративна Республіка Німеччина не мала особливого іміджу в міжнародних відносинах через свою недавню історію та окупацію її території іноземними державами. Під час холодної війни Німеччина, розділена залізною завісою, стала символом напруженості між Заходом і Сходом, а також полем політичної та ідеологічної битви в Європі. Однак Ostpolitik канцлера Віллі Брандта був головним фактором, який призвів до послаблення напруженості (фр. détente) навколо Югославії та відправки німецької федеральної армії в бій вперше після Другої світової війни.

#### Worldpolitik
Після проголошення імперії в 1871 році Німеччина за кілька десятиліть наздогнала Сполучене Королівство на ціле століття. Його нова економічна сила штовхає його дивитися за кордон. У зв'язку з цим можна говорити про економічний і культурний імперіалізм. З 1879 року, коли Австро-Угорська імперія та Німецька імперія уклали австро-німецький союз, обидві країни почали економічне зближення. Ідея полягає в тому, щоб сформувати митний союз, щоб створити величезну зону вільної торгівлі в центрі Європи, де б продавалися німецькі товари. Рейх також є основним постачальником капіталу для Австро-Угорської імперії. Османська імперія є ще одним ринком: Багдадбан, запущений у 1903 році, є відомим прикладом присутності Німеччини за кордоном. Цей економічний імперіалізм підтримується Пангерманістською лігою, заснованою в 1893 році. У 1905 році Ернст Гассе, професор Лейпцизького університету, опублікував Weltpolitik, підтримуючи теорії Фіхте, і стверджував: «Межа німецької нації є мова.» Територіальна експансія виправдовується бажанням об'єднати всіх німецькомовних людей в одній державі. Пангерманізм має певний вплив у ділових, політичних та наукових колах.
Німеччина також націлена на Османську імперію, Африку та Тихий океан, де вона сподівається знайти дешеву сировину або навіть створити торговельні пункти для продажу своєї промислової продукції, але Франція, Сполучене Королівство та король Леопольд II від імені Бельгії давно розділили між собою Африку. Так само в Азії домінують англійська та французька держави. Німеччина, за винятком таких рідкісних місць, як Камерун, не може сподіватися отримати зони впливу в колоніях. Це підживлює його неприязнь до двох основних колоніальних держав. На Далекому Сході Німеччина отримує право зайняти бухту Цзяочжоу і будує там військово-морську базу Циндао. Північний схід Нової Гвінеї, кілька тихоокеанських архіпелагів (Маршалл, Палау, Бісмарк, Саломон, Кароліни, Маріани, частина Самоа) також стали колоніями, які високо цінувалися військовим флотом. На початку 20-го століття  Рейх в ім'я світової політики, започаткованої його імператором Вільгельмом II, хотів закріпитися в Марокко. Після 1918 року ми виявили, що інтриги певних британських кіл проти бельгійської присутності в Конго здійснювалися німецькими агентами, переданими англійським консулом ірландського походження Роджером Кейсментом, у той час як махдистські війська воювали проти англійської присутності в Судані та бельгійських військ. В Бахр-ель-Газаль командував німецький агент під ім'ям Емін-паша. Також німецький торговець Стоукс постачав вогнепальну зброю африканським торговцям.
У 1905 році Вільгельм II відвідав Марокко, яке роком раніше перебувало під фінансовим контролем Франції, і заявив про свою незалежність. Цей «танжерський переворот» призвів до сплеску германофобії у Франції та проведення наступного року міжнародної конференції в Альхесірасі, на півдні Іспанії, яка також неявно встановила особливі «права» Франції над імперією Шеріфіан. Таким чином Німеччина бачить підрив своїх претензій на Марокко. На знак протесту проти поступового контролю Франції над Марокко Німеччина відправляє канонерський човен до Агадіру. Тоді напруженість досягає свого піку, і конфлікт здається неминучим. Зрештою, справа була вирішена завдяки політиці умиротворення президента Французької ради Жозефа Кайо. Франко-німецький договір 4 листопада 1911 року дозволяє обмін територіями в екваторіальній Африці, німецька колонія Камерун розширюється за рахунок додавання територій, що належать до французьких володінь Конго та Убангі-Шарі, проти яких Німеччина відмовляється від усіх претензій на Марокко.
Більш ніж колонізація, Deutschtum im Ausland дозволяє вплив Німеччини за кордоном. По всьому світу проживає від десяти до дванадцяти мільйонів німецьких емігрантів і нащадків німців. Вони становлять цінну підтримку німецької пропаганди. У 1913 році закон Дельбрюка дозволяв емігрантам зберігати німецьке громадянство.

#### Німеччина в європейській грі
Тому після приходу Німецької імперії Бісмарк намагався переконати своїх європейських сусідів, що більше немає причин боятися пангерманського націоналізму, але ситуація залишалася нестабільною.
Дійсно, після анексії Ельзасу та Лотарингії відносини між Францією та Рейхом були дуже напруженими. Канцлер Бісмарк прагне ізолювати Францію, щоб не дати їй сформувати союз проти Рейху. Спочатку Бісмарк прагнув встановити союзи з Австро-Угорщиною та Російською імперією, хоча обидві ці імперії мали гегемонські амбіції на Балканах. У 1872—1873 рр. «Антанта трьох імператорів» дипломатично ізолювала Францію. Він мав форму серії конвенцій, включаючи німецько-російський оборонний союз. Після Берлінського конгресу 1878 р. з питанням про розподіл європейської частини Османської імперії загострилося австро-російське суперництво на Балканах. Росія звинувачує Бісмарка в прихильності до австрійського союзника. Цар Олександр II оголошує угоду трьох імператорів недійсною. У 1879 році під керівництвом Бісмарка Австро-Угорщина і Німеччина підписали військовий союз. Це оборонний союз на випадок, якщо одна з двох держав зазнає нападу з боку Росії, і зобов'язання дотримуватися нейтралітету, якщо агресором є інша держава. Цар, бажаючи не бути ізольованим на європейській шахівниці, відновив зв'язки з двома центральними імперіями та знову увійшов до системи Бісмарка через угоду про нейтралітет.
У 1881 році Італія звернулася з проханням про інтеграцію в німецько-австрійську асоціацію на противагу Франції, яка закріпилася в Тунісі, території, на яку претендувала Італія. 20 травня, таким чином народжується тристороння угода: Троїстий союз. Але Італія не є надійним союзником: вона вимагає від Австрії Трентіно та Істрію .
Стримування французького духу помсти залишається проблемою зовнішньої політики бісмарківської Німеччини. Справа Шнебеле 1887 року залишається кульмінацією кризи. Війни вдалося уникнути. Для французьких націоналістів викрадення Шнебеле є провокацією Німеччини з метою збільшення її військових засобів і розв'язання превентивної війни. Німеччина, стурбована франко-російським зближенням, у 1887 році підписала з Росією пакт про контрстрахування. В березні 1890 року Бісмарк пішов у відставку, оскільки новий імператор (Вільгельм II) визнав договір про контрстрахування таким, що суперечить Троїстому союзу, і відмовився від поновлення. Це падіння системи Бісмарка. Росія, яку зневажав Вільгельм II, зближується з Францією.
Вільгельм II (1888—1918) хотів зробити Німеччину великою морською і колоніальною державою. Його радять Фрідріх фон Гольштейн і Бернхард фон Бюлов, державний секретар закордонних справ у 1897 році, потім канцлер імперії в 1900 році. Альфред фон Тірпіц, міністр військово-морського флоту з 1898 року, прийняв програмні закони 1898 і 1900 років, метою якого було створити за шістнадцять років флот, здатний конкурувати з британським флотом у Північному морі . Мета полягає в тому, щоб змусити Сполучене Королівство залишатися нейтралітетним у разі континентальної війни на два фронти. Але така політика будівництва військових кораблів не задовольнила Сполучене Королівство.
На початку хх століття  Німеччина могла розраховувати лише на одного союзника — Австро-Угорщину. Таким чином, Німеччина Вільгельма II переживала дедалі більшу ізоляцію. Проте у 1914 році Німеччина могла розраховувати на симпатії Туреччини. Туреччина усвідомлює, що Росія завжди прагнула виходу до Середземного моря і що вона ніколи не переставала претендувати на протоки. Загроза стає очевиднішою, оскільки Сполучене Королівство, яке раніше захищало Високу Порту, тепер у союзі з Росією. Для Туреччини лише зближення з Німеччиною часів Вільгельма II могло подолати ізоляцію, в якій вона почувалася ув'язненою. Німеччина, яка має небагато колоній, здійснила чудову пропагандистську роботу, представляючи себе захисником заморських народів і гарантом їхньої незалежності. Таким чином вона змогла знайти співчуття серед колонізованих народів у всьому Середземноморському басейні, від Кавказу до Марракеша .

#### Перша світова війна
Вбивство наступника австрійського престолу, ерцгерцога Франца Фердінанда в Сараєво 28 червня 1914 року, було одним із приводів початку Першої світової війни. Високому командуванню здається, що шанси на успіх проти Сербії, Росії та Франції ніколи не будуть такими сприятливими. У Берліні вважають, що за відсутності важкої артилерії Франція стримає Росію. «Якщо ми знаємо, що існує ризик війни, ми вважаємо, що він обмежений. Тому що ми не віримо в безумовну підтримку сербів з боку Росії». Це так звана політика «розрахованого ризику», визначена канцлером Бетман-Гольвегом. 28 липня Австро-Угорщина оголошує війну Сербії. Запускається механізм альянсів. 30 липня Росія, союзник Сербії, мобілізується. 1 серпня Німеччина оголосила війну Росії, Франція мобілізується. 3 серпня Німеччина, яка повинна взяти на себе військову ініціативу згідно з планом Шліффена, оголошує війну Франції. 4 серпня Німеччина вторгається на територію нейтральної Бельгії. Внаслідок цього порушення договору 1831 р. про встановлення нейтралітету Бельгії під гарантією європейських держав Сполучене Королівство оголосило війну Німеччині. Починається Перша світова війна.
У вересні 1914 року канцлер Теобальд фон Бетманн Гольвег викладає свою програму військових цілей. Він проектує велику зону німецького економічного впливу від Скандинавії до Балкан. Згодом Німеччина демонструвала майже необмежені військові цілі: анексія величезної території у Франції, від Булонь-сюр-Мер до Маасу та Рони, а також Бреста, Тулона, Бельгії та Люксембургу. Німеччина також хоче побудувати величезну колоніальну імперію. Він планує привласнити бельгійські та голландські володіння, Марокко, Екваторіальну Африку, Мадагаскар і португальські колонії. Але французьке відновлення від вересня 1914 року під час битви на Марні та несподіваний опір Бельгії в Льєжі, а потім в Антверпені, зробили нездійсненним німецький план обходу союзників із заходу. Бойові дії стабілізуються на Ізері, на захід від Бельгії. Цю позицію протягом чотирьох років захищатимуть французькі, англійські та бельгійські армії в кінці лінії фронту, яка тягнеться від Північного моря до Швейцарії, і впродовж якої бої будуть безуспішними. Крім того, німецькі війська зазнали поразки від французів у Камеруні в 1914 році та від англійців і бельгійців у німецькій Східній Африці в 1916 і 1917 роках.
На сході російський опір одночасно зі стабілізацією Західного фронту, який простягався від Бельгії до Швейцарії, вилився у війну на два фронти. В листопаді 1916 року канцлер Бетман Гольвег послав посла Йоганна Генріха фон Бернсторфа запитати у Вашингтоні про можливу мирну конференцію, битву під Верденом, яка мала знекровити французьку армію, не маючи очікуваного успіху. Зіткнувшись з нерішучістю Білого дому, Бетман Гольвег вирішує зробити власну мирну пропозицію, вважаючи це останнім шансом отримати справедливий мир, оскільки, за його словами, результат війни буде несприятливим для Німеччини. Після вторгнення в Румунію під проводом Австро-Угорщини Бетманн Гольвег запропонував рейхстагу мир 12 грудня 1916 року від імені Центральних держав. Потім Вільгельм II підтримав пропозицію свого канцлера, яка дозволила Німеччині зберегти окуповані території. Союзники відмовляються.
З літа 1914 р. блокада, запроваджена флотом Антанти, практично поклала край торгівлі зі Сполученими Штатами, які, однак, залишалися нейтралітетними. 10 січня 1917 року Президент США Вільсон у своїх заявах підтримує позиції супротивників Німеччини. На додаток до відновлення прав Сербії, Чорногорії та Бельгії, союзники вимагали евакуації окупованих або анексованих територій, таких як Ельзас-Лотарингія. Тоді Вільсон присвятив себе проекту створення міжнародної ліги після війни і благав за «мир без перемоги». 31 січня 1917 року канцлер Німеччини надсилає нову ноту президенту Вільсону. Для нього мир вимагає прийняття політики німецької анексії Кайзер також санкціонував надмірну підводну війну 31 січня. Усі кораблі, що прямують до Великобританії, повинні бути потоплені німецькими підводними човнами, навіть нейтральними. Ця політика завдає серйозної шкоди американським інтересам і призводить до загибелі американських мирних жителів (зокрема, під час торпедування Лузитанії) . В січні 1917 року Міністр-радник Циммерманн без вагань пообіцяв телеграмою до Мексики союз Німеччини проти Сполучених Штатів у разі війни та повернення Техасу, Арізони та Нью-Мексико, втрачених у 19 столітті . Це німецьке втручання в американські справи обурює американців. 3 лютого 1917 року Вільсон розірвав усі дипломатичні контакти з Німеччиною і втягнув свою країну у війну 2 квітня.
У Росії після революції 1917 року прагнення до миру є повсюдним. Прийшовши до влади, радянська влада ратифікувала Декрет про мир 26 жовтня 1917 року, а Лев Троцький пропонує загальний мир. Більшовики хочуть «миру без анексії та компенсації» Переговори починаються 22 грудня 1917 року, Німеччина контролює значну частину західної території. Дипломатичні відносини між двома імперіями погіршилися після підписання Німеччиною миру з Україною 9 лютого 1918 року. 18 лютого навіть відновилися бої. Не бажаючи втрачати вигоди від революції, росіяни підписали сепаратний мир 3 березня 1918 року у Брест-Литовську і зреклися багатьох територій. Договір підтверджує занепад російської могутності та економічний і політичний статус Німеччини аж до України . Таким чином, Східний фронт закінчується, Німеччина може присвятити себе наступу на Заході. Водночас навесні 1918 року в Гаазі відбулися переговори між генералом фон Хефтеном і представниками американського посольства. Американські умови надто несприятливі для Німеччини, щоб переговори були успішними.

#### Внутрішньополітична боротьба в ФРН з питань зовнішньої політики
2 серпня 1945 року підписані Потсдамські угоди. Держави-переможниці погоджуються дозволити «переміщення до Німеччини німецького населення або його частини, що залишилася в Польщі, Чехословаччині та Угорщині».
З боку західних союзників ми вважаємо, що Німеччина залишається небезпечною. Страх повернення до імперської Німеччини все ще існує. Викорінення націонал-соціалізму викликає серйозне занепокоєння, врівноважене страхом перед комунізмом. Тому денацифікація проводилася поступово і нерівномірно. Нацистські закони та організації були придушені лише на початку осені 1945 року.
На Сході відбулося злиття Соціал-демократичної партії з Комуністичною партією в 1946 році, яка була сталінізована в 1949 році. Створені антифашистські комітети вважалися занадто активними, і радянська влада вимагала контролю над ними. Водночас СРСР включив у свою політику країни Центральної Європи, де до влади прийшли комуністичні партії.
Блокада Берліна з боку СРСР, який хотів ізолювати місто, щоб заморити його голодом і вигнати його союзників, ратифікувала розділ Німеччини. Тепер існує дві держави — ФРН і НДР. Тоді обидва уряди стають особливо лояльними союзниками домінуючих держав-переможниць, відповідно Сполучених Штатів та їхніх союзників з одного боку, СРСР та його сателітів з іншого.
В період з 1949 по 1969 року консервативні партії ХДС/ХСС взяли курс на ремілітаризацію і все більшу орієнтацію на Захід в питаннях забезпечення безпеки ФРН. Ідеї про об'єднання Німеччини відійшли на другий план. Цей зовнішньополітичний курс К. Аденауера був підтриманий основними союзниками ХДС/ХСС по коаліції — Німецькою партією і Вдп.
СДПН не підтримували зовнішньополітичний курс правлячої коаліції на чолі з ХДС/ХСС. Так, соціал-демократи на початку 50-х років закликали до серйозного обговорення пропозицій СРСР і НДР з питань об'єднання Німеччини, чому СДПН надавали особливого значення, так як однією із заявлених цілей цієї партії було саме досягнення єдності країни. Крім того, СДПН виступала проти ремілітаризації ФРН, відхиляючи переозброєння і введення військової повинності в будь-який ступень. Незважаючи на те, що антикомуністична риторика всередині партії набирала обертів, в СДПН були впевнені, що антикомунізм і антирадянщина не є приводом для відновлення військової потужності ФРН.
Комуністична партія Німеччини, яка була також представлена в Бундестазі першого скликання, натомість ремілітаризації пропонувала створити мирну німецьку державу.
Після вступу ФРН до НАТО у 1955 році, уряд К. Аденауера вирішив забезпечити бундесвер атомною зброєю, що позначила новий етап політичних дискусій у ФРН з питань зовнішньої політики. СДПН, зберегла антимілітаристські установки, сприйняла це рішення неоднозначно, хоча активність партії у політичних дискусіях була не настільки велика, як раніше. Основною причиною такої позиції СДПН стала можлива зміна політичної програми, яка в підсумку виявилася дуже близька за політичними настановами до програми ХДС/ХСС. Основним опонентом ХДС/ХСС у питанні придбання ядерної зброї стала СвПН. Таку поведінку партійних діячів СвПН було викликано тим, що ще в 1956 році партія вийшла з правлячої коаліції через сварку з К. Аденауером по ряду питань внутрішньої політики.
У період розрядки міжнародної напруженості, нові політичні зіткнення всередині ФРН були викликані зовнішньополітичним курсом урядової коаліції СДПН і СвПГ. Найважливіші аспекти зовнішньої політики нового уряду полягали в незмінності «західної» орієнтації ФРН, вірності НАТО і союзу з США, а також у підтримці ідеї розширення і зміцнення ЄЕС. Також правляча коаліція виступала за нормалізацію відносин між Заходом і Сходом, що відповідала «духу того часу». Перші роки перебування в опозиції ХДС/ХСС присвятив боротьбі проти договорів з соціалістичними країнами. Опираючись назрілій необхідності розрядки у відносинах між Заходом і Сходом, ХДС/ХСС істотно почали втрачати популярність у ФРН в цей період часу, в результаті чого ХДС/ХСС в підсумку визнали необхідність політики СДПН і СвПН для самої ФРН.
Паризькі угоди, підписані в 1954 році, дозволили ФРН приєднатися до Організації Північноатлантичного договору, яка створила систему, розроблену як засіб захисту, призначений для стримування Радянського Союзу та його сателітів від здійснення агресії проти Західної Європи. У цьому контексті переозброєння ФРН має право створювати скромні збройні сили, але вони не мають права втручатися за межі країни. Статус окупації зник у 1954 році, але Німеччині все одно доводилося приймати на свою територію іноземні війська. Якщо використовувати багаторазово вживану фразу, ФРН була "економічним гігантом, але політичним карликом. " Країна залишалася окупованою арміями союзників, але після Брюссельського пакту вони були перетворені на війська за угодою Північноатлантичного договору. Французька армія займає значну частину території Німеччини вздовж її кордону, включаючи Саар, у той час як американська, британська та бельгійська армії займають «проріз» НАТО, який представляє частину території, що тягнеться до «залізної завіси» —  прийнятого терміну для визначення кордонів держав-союзників Радянського Союзу. Нідерланди та Данія не отримали місця, але мають право брати участь у маневрах армій НАТО, які щорічно відбуваються на території Німеччини . Тому під час холодної війни ФРН перебувала в центрі ядерної системи НАТО і до кінця 1960-х років сумлінно підкорялася американському союзнику .
Під керівництвом канцлера Конрада Аденауера ФРН вирішила присвятити значну частину своєї зовнішньої політики побудові об'єднаної Європи. Мета полягає в тому, щоб міцно закріпити ФРН у політичній культурі західних демократій. Тому він приєднався до ЄОВС у 1951 році, до ЄЕС та Євратому у 1957 році. Запровадивши стабільний наднаціональний порядок, Європейський Союз допоміг звільнити своїх сусідів від кошмару об'єднання Німеччини. Аденауер також прагне зблизитися з Францією. Ця політика примирення була конкретизована підписанням Єлисейського договору 22 січня 1963 року, яка породжує франко-німецьку пару. Але під тиском американців Аденауеру довелося погодитися з додаванням преамбули, яка підтверджувала прихильність Німеччини до трансатлантичної співпраці, що значною мірою позбавляло змісту договору.
Федеративна Республіка вважає себе продовженням Німецького Рейху. Саме з цієї причини вона офіційно визнає свою історичну відповідальність за злочини «Третього рейху» і здійснює акт каяття. До кінця 1960-х років ФРН також претендувала на монополію на політичне представництво всієї Німеччини за кордоном, за рахунок НДР, якій було важко отримати визнання на міжнародному рівні.
Із загостренням міжнародної ситуації в кінці 70 -х — початку 80-х років, внутрішньополітична боротьба з питань зовнішньої політики зазнала змін. На відміну від попередніх великих дебатів з питань зовнішньої політики, які проводилися між партіями, єдиної політичної думки в цей період часу не було навіть всередині самих партій. Так, СДПН розділилися на мілітаристів і тих, хто виступав проти розміщення ракет на території Німеччини. У політичного партнера СДПН по коаліції, СвПН, також не було одностайної позиції щодо цього питання всередині партії. Більшою мірою, однак, ліберали схилялися до консерваторам з ХДС/ХСС.
Німецька лояльність до Атлантичного альянсу була випробувана під час євроракетної кризи (1979—1983). Якщо уряд підтримує політику НАТО, численні пацифістські демонстрації є справжнім викликом американській присутності на німецькій землі. У 1988—1989 рр. дебати щодо модернізації ракет малої дальності пожвавили в громадській думці питання про іноземну присутність у Німеччині .

## Зовнішньополітичний механізм ФРН

### Бундестаг
Що стосується зовнішньої політики, Бундестаг виконує наглядову функцію. Кожен з його комітетів — особливо комітет із закордонних справ — контролює зовнішню політику країни. Для ратифікації іноземних договорів необхідна згода Бундестагу (і, якщо це стосується земель, Бундесрату). Якщо закон про договір проходить перше читання, він передається до Комітету у закордонних справах, який може затримати ратифікацію та упереджено ухвалити рішення через свій звіт до Бундестагу. Битву під Верденом, яка мала знекровити французьку армію, не маючи очікуваного успіху. Зіткнувшись з нерішучістю Білого дому, Бетман Гольвег вирішує зробити власну мирну пропозицію, вважаючи це останнім шансом отримати справедливий мир, оскільки, за його словами, результат війни буде несприятливим для Німеччини . Після вторгнення в Румунію під проводом Австро-Угорщини Бетманн Гольвег запропонував рейхстагу мир на12 грудня 1916 року від імені Центральних держав. Потім Вільгельм II підтримав пропозицію свого канцлера, яка дозволила Німеччині зберегти окуповані території.
З літа 1914 р. блокада, запроваджена флотом Антанти, практично поклала край торгівлі зі Сполученими Штатами, які, однак, залишалися нейтралітетними. 10 січня 1917 року Президент США Вільсон у своїх заявах підтримує позиції супротивників Німеччини. На додаток до відновлення прав Сербії, Чорногорії та Бельгії, союзники вимагали евакуації окупованих або анексованих територій, таких як Ельзас-Лотарингія . Тоді Вільсон присвятив себе проекту створення міжнародної ліги після війни і благав за «мир без перемоги» . 31 січня 1917 року канцлер Німеччини надсилає нову ноту президенту Вільсону. Для нього мир вимагає прийняття політики німецької анексії . Кайзер також санкціонував надмірну підводну війну 31 січня. Усі кораблі, що прямують до Великобританії, повинні бути потоплені німецькими підводними човнами, навіть нейтральними. Ця політика завдає серйозної шкоди американським інтересам і призводить до загибелі американських мирних жителів (зокрема, під час торпедування Лузитанії) . В січні 1917 року Міністр-радник Циммерманн без вагань пообіцяв телеграмою до Мексики союз Німеччини проти Сполучених Штатів у разі війни та повернення Техасу, Арізони та Нью-Мексико, втрачених у 19 столітті  . Це німецьке втручання в американські справи обурює американців. 3 лютого 1917 року Вільсон розірвав усі дипломатичні контакти з Німеччиною і втягнув свою країну у війну 2 квітня.
У Росії після революції 1917 року прагнення до миру є повсюдним. Прийшовши до влади, радянська влада ратифікувала Декрет про мир 26 жовтня 1917 року, а Лев Троцький пропонує загальний мир. Більшовики хочуть «миру без анексії та компенсації» . Переговори починаються 22 грудня 1917 року, Німеччина контролює значну частину західної території. Дипломатичні відносини між двома імперіями погіршилися після підписання Німеччиною миру з Україною 9 лютого 1918 року. 18 лютого навіть відновилися бої. Не бажаючи втрачати вигоди від революції, росіяни підписали сепаратний мир 3 березня 1918 року у Брест-Литовську і зреклися багатьох територій. Договір підтверджує занепад російської могутності та економічний і політичний статус Німеччини аж до України . Таким чином, Східний фронт закінчується, Німеччина може присвятити себе наступу на Заході. Водночас навесні 1918 року в Гаазі відбулися переговори між генералом фон Хефтеном і представниками американського посольства. Американські умови надто несприятливі для Німеччини, щоб переговори були успішними.

### Участь бундесверу в миротворчих місіях
Німеччина не має права брати участі в загарбницьких війнах. Її збройні сили стоять на захисті суверенітету і цілісності Німеччини. Лише віднедавна бундесвер бере участь у різних заходах, спрямованих на підтримання миру. Це робиться за згодою бундестагу. Німеччина брала і бере участь у вирішенні таких конфліктних ситуацій:
- 1992—1996 — Операція SHARP GUARD із застосуванням військових кораблів і літаків-розвідників в Адріатичному морі проти колишньої Югославії;
- 1993 — Операція сил ООН у Сомалі UNOSOM II;
- з 1999 — Війна НАТО проти Югославії (наразі KFOR);
- з 2002 — Миротворча місія ISAF в Афганістані;
- з 2002 — Операція Active Endeavour за участю військово-морського контингенту в прибережних водах Східної Африки і Середземного моря;
- з 2005 — операція UNIFIL, миротворчі сили ООН розміщені в південному Лівані, на кордоні з Ізраїлем;
- з 2008 — Операція ATLANTA для боротьби з піратами в зоні Сомалі.

### Ostpolitik
Будівництво Берлінської стіни в 1961 році, а потім і розрядка, змінили зовнішню політику ФРН щодо Східної Європи та НДР. Для Віллі Брандта спочатку прийняли статус-кво та встановили якомога більше угод на Сході. Зближення мало призвести до возз'єднання. Тому канцлер засновує нову дипломатію під назвою Ostpolitik . Було підписано важливі договори про закріплення післявоєнних кордонів: з СРСР в серпні 1970 року, Польщею в грудні 1970 року, Чехословаччиною  в грудні 1973 року, а також між чотирма окупаційними державами в Берліні в вересні 1971 року. Договір з Польщею визнає непорушність кордонів, що виникли в результаті Другої світової війни, згідно з Потсдамськими угодами від серпня 1945 року. 21 грудня 1972 року дві Німеччини взаємно визнають одна одну рівними та суверенними державами в праві, але не «іноземними» (Ausländer) за Основоположним договором, що дозволяє їм одночасно приєднатися до ООН наступного року. Тоді Західна Німеччина стає його 4-м фінансовим вкладником після СРСР і попереду Франції з часткою 8,26 %, НДР з часткою 1,33 % і дуже мало інвестує в організації ООН із співвідношенням 1/40 на багатосторонню допомогу розвитку.
Ця політика має заслугу в полегшенні візитів німців із Заходу на Схід. У той час більшість спостерігачів вважали, що Ostpolitik в основному приносить користь Радянському Союзу. Фактично це змусило західних країн визнати кордони, встановлені Сталіним наприкінці Другої світової війни. Таким чином, СРСР сподівається схилити ФРН на свій бік спокусою, страхом або маніпуляціями пацифістів, що підтверджено євроракетною кризою. Мета полягає в тому, щоб змусити ФРН знайти свою зацікавленість у статусі нейтралітету, який приведе її до виходу з НАТО. Крім того, різко зростають економічні обміни її та її сателітів з державами, оснащеними високими технологіями. З 1972 по 1980 рік тільки міжнімецька торгівля подвоїлася. Завдяки Ostpolitik Німеччина стає центральною дійовою особою у відносинах між Сходом і Заходом у Європі.
Насправді, оглядаючись заднім числом, Радянський Союз виглядає головним програшем. Так, СРСР представляв себе оплотом проти німецького експансіонізму. Завдяки Ostpolitik Федеративна Республіка Німеччина стає важливим економічним і технологічним партнером. Крім того, інтенсифікація торгівлі підкреслює відсталість держав Східного блоку. Крім того, Ostpolitik розвиває зростаючий тиск між двома Німеччинами, посилюючи взаємозалежність. У 1989 році Гельмут Коль заохочував угорський уряд продовжувати реформи, щоб відкрити кордон для східних німців у вересні 1989 року. Втеча німців зі Сходу на Захід не залишає жодних сумнівів щодо непопулярності комуністичного режиму, навіть якщо масштаби припливу здивують усіх. Після цього ФРН надала Угорщині кредит на один мільярд марок. Ця допомога має на меті чинити тиск на НДР, щоб прискорити її падіння, яке, на думку німецького канцлера, є неминучим.

### До возз'єднання
У ніч на 9-10 листопада 1989 року відкриття Берлінської стіни та крах комуністичного режиму в НДР дозволили возз'єднати Німеччину. Гельмут Коль хоче швидко діяти, щоб зупинити людський потік до ФРН, скористатися перевагами розкладу східнонімецького режиму та не дозволити запереченням з боку інших країн розвинутися, а німцям не цікавитися ціною возз'єднання. Від 28 листопада він представив Бундестагу план з десяти пунктів, що передбачав створення конфедерації, прелюдії до возз'єднання у формі поглинання НДР ФРН. Йому довелося зіткнутися з невдоволенням СРСР і небажанням Франції та Великобританії. Йому вдалося подолати заперечення СРСР, пішовши на дипломатичні поступки і надавши Радянському Союзу, який перебував на межі розпаду, 100 тис. тон м'яса та кредит у п'ять мільярдів . У березні 1990 року, громадяни Східної Німеччини обирають збори, які мають вести переговори про возз'єднання. 18 травня 1990 року Уряди двох країн підписали договір про економічний і соціальний союз, який набув чинності 1 липня . Договір про політичний союз був підписаний 31 серпня 1990 року та набирає чинності з 3 жовтня.
Падіння Стіни мало надзвичайні наслідки. Весь комуністичний блок хитається. Комуністичні режими зазнали поразки по всій Східній Європі: у Празі 17 і 18 листопада 1989 року(оксамитова революція); у Болгарії Тодора Живкова замінив Петар Младенов. У Радянському Союзі країни Балтії підкреслюють своє дисидентство; у березні і травні 1990 року три держави проголосили свою незалежність.
Але для того, щоб возз'єднання Німеччини стало можливим, спершу необхідно остаточно вирішити долю країни, яка з 1945 року перебуває в підвішеному стані. Про це йдеться в Московському договорі від 12 вересня 1990 року, або «Договорі про остаточне врегулювання щодо Німеччини». Він точно встановлює міжнародний статус об'єднаної Німеччини в центрі Європи за мовчазної згоди всіх її сусідів. Договір регулює багато питань, пов'язаних із зовнішніми справами двох німецьких держав, таких як делімітація зовнішніх кордонів, членство в союзах і військові сили. Москва отримує певні гарантії: у східній частині Німеччини після евакуації військ Варшавського договору будуть розміщені лише підрозділи територіальної оборони Західної Німеччини. Виведення 380 000 солдатів із пакту було фінансово підтримано RFA. . Завдяки цьому договору Німеччина повертає собі повний суверенітет. Вона знову стає державою, як і будь-яка інша. Московський договір повертає Німеччині центральне, якщо не ключове, місце між Західною Європою та країнами Центральної та Східної Європи (ЦСЄ). Питання про інтеграцію НДР в ЄЕС вирішувалося паралельно як з підтримкою, так і з небажанням з боку європейських партнерів ФРН. Особливо Франція та Сполучене Королівство побоювалися, що возз'єднана Німеччина стане загрозою їхній власній владі.
У той же час армії НАТО роз'єдналися, залишивши лише кілька баз у Німеччині, зайнятих обмеженою кількістю військ, проте, за винятком Сполучених Штатів, які зберігають значну силу з базою Рамштайн, що служить матеріальним і медичним логістичним центром під час операцій у Європі (Югославія) та Азії (Ірак, Афганістан).

### Сучасна німецька дипломатія. Принципи
Німеччина має перевагу в тому, що вона є сильною ланкою в НАТО та  важливим партнером у європейському будівництві .
З моменту заснування ФРН у 1949 р. одним із завдань зовнішньої політики Німеччини є підтримання миру та безпеки у світі. Німеччина особливо активна в роззброєнні та контролі над озброєннями, а також у допомозі розвитку та захисті прав людини. Вона вихваляє переваги глобальної економіки, яка пропонує краще життя для всіх. Так само вона бере участь у захисті навколишнього середовища та діалозі між культурами. Вона повністю віддана європейській інтеграції.
Одним із основних принципів зовнішньої політики Німеччини є " Nie wieder  " (ніколи знову), що символізує, завдяки історії Німеччини, відмову від політики експансії, а також від військових засобів тиску. "  Nie allein  " (ніколи не один) означає бажання Німеччини закріпитися в спільноті західних демократій в рамках Організації Північноатлантичного договору, Європейського Союзу та Ради Європи. Однак, якщо багатосторонність залишається головним джерелом легітимності для німецької дипломатії, вона структурована інакше. Європейська політика стає засобом захисту політичних і економічних позицій Німеччини.
Після падіння Берлінської стіни та «залізної завіси» в 1989 році об'єднана Німеччина в перші роки прагнула до гегемонії через економіку на європейському континенті. Йошка Фішер, міністр закордонних справ Німеччини, говорить про «м'яку гегемонію», оскільки вона не буде нав'язана силою. Справді, Німеччина стає центром нової Європи, яка з 2004 року розширюється на схід. Розширення економічної влади вимагає завоювання нових ринків, а також доступу до дешевої робочої сили. Таким чином, великі німецькі компанії можуть стримувати зростання заробітної плати.
Отже, нинішня Німеччина стикається з двома апріорними протилежними динаміками: врахуванням національних інтересів як класичного референту великої держави та прагненням до постнаціональної проекції, тобто назовні.

## Федеральний кабінет
Три міністерства на рівні кабінету міністрів відповідають за керівництво зовнішньою політикою Німеччини: Міністерство оборони, Міністерство економічного співробітництва та розвитку та Федеральне міністерство закордонних справ. На практиці більшість німецьких федеральних відомств відіграють певну роль у формуванні зовнішньої політики в тому сенсі, що залишилося небагато сфер політики, які залишаються поза межами міжнародної юрисдикції. Проте статут Федерального кабінету (як визначено в Основному законі Німеччини) надає Федеральному міністерству закордонних справ координаційну функцію. Відповідно, інші міністерства можуть запрошувати іноземних гостей або брати участь у переговорах щодо укладення договору лише зі схвалення Федерального міністерства закордонних справ.

## Армія
Німецька армія, Бундесвер, є силою оборони, що складається з гілок армії (Heer), моря (Marine), повітря (Luftwaffe), медичної служби (Zentraler Sanitätsdienst) і служби підтримки (Streitkräftebasis). Військова служба є обов'язковою для всіх громадян чоловічої статі віком від 18 років і вони повинні служити дев'ять місяців. Особи, які відмовляються від військової служби через сумління, мають вибір: приєднатися до Zivildienst (приблизний переклад: цивільна служба) або шестирічного зобов'язання в екстрених волонтерських службах, таких як пожежна служба, Червоний Хрест або Technisches Hilfswerk (програма технічної допомоги). У 2003 році Німеччина витратила 1,3 % ВВП на військові цілі. У мирний час Бундесвером керує міністр оборони, нині Франц Йозеф Юнг (ХДС). Якщо Німеччина вступить у війну, яку конституція допускає лише в оборонних цілях, канцлер буде командувати збройними силами.
Станом на вересень 2008 року в різних міжнародних місіях було залучено загалом 6000 військовослужбовців. Розподіл: 3270 членів в Афганістані (третій за чисельністю контингент після США з 14 000 осіб і Великої Британії з 5200 осіб), 2220 членів у Косово, 230 осіб у Лівані, на додаток до 120 осіб у Боснії та Герцеговині. Німеччина ділиться ядерною зброєю з НАТО у вигляді ядерної зброї США, що зберігається на авіабазі Бюхель.
Німеччина не має права брати участі у загарбницьких війнах. Її збройні сили стоять на захисті суверенітету і цілісності Німеччини. Лише з недавнього часу бундесвер бере участь у різних заходах, спрямованих на підтримання миру. Це здійснюється з згоди бундестагу. Німеччина брала і бере участь у вирішенні таких конфліктних ситуацій:
- 1992—1996 — Операція SHARP GUARD із застосуванням військових кораблів і літаків-розвідників в Адріатичному морі проти колишньої Югославії;
- 1993 — Операція сил ООН у Сомалі UNOSOM II;
- з 1999 — Війна НАТО проти Югославії (на даний момент KFOR);
- з 2002 — Миротворча місія ISAF в Афганістані;
- з 2002 — Операція Active Endeavour з участю військово-морського контингенту в прибережних водах Східної Африки і Середземного моря;
- з 2005 — операція UNIFIL, миротворчі сили ООН розміщені в південному Лівані на кордоні з Ізраїлем.
- з 2008 — Операція ATLANTA для боротьби з піратами в зоні Сомалі.

## Громадська дипломатія
Різні німецькі фонди активно сприяють вивченню німецької мови та культури за кордоном. Активно здійснюється обмін студентами. У 2011 році в Німеччині навчалося 6204 студенти з України, 2602 студенти з В'єтнаму, 2400 студентів з Бразилії.

### Глобальні ініціативи
Німеччина є найбільшим чистим платником ООН і має кілька агентств розвитку, які працюють в Африці та на Близькому Сході. Політика розвитку ФРН є самостійною сферою зовнішньої політики Німеччини. Він розроблений Федеральним міністерством економічного співробітництва та розвитку (BMZ) і виконується організаціями-виконавцями. Уряд Німеччини розглядає політику розвитку як спільну відповідальність міжнародної спільноти. Це третій у світі донор допомоги після США та Франції. Німеччина витратила 0,37 відсотка свого валового внутрішнього продукту (ВВП) на розвиток, що нижче мети уряду збільшити допомогу до 0,51 відсотка ВВП до 2010 року. Міжнародна ціль у 0,7 % ВНП також не була б досягнута.

### Допомога з розвитку
Політика розвитку ФРН є самостійною частиною зовнішньої політики Німеччини. Вона була розроблена Федеральним міністерством економічного співробітництва та розвитку (BMZ) і реалізована різними організаціями. Уряд Німеччини розглядає політику розвитку як спільну відповідальність міжнародної спільноти.
Офіційні показники німецької допомоги розвитку та гуманітарної допомоги за 2007 рік досягли 8,96 мільярдів євро (12,26 мільярдів доларів), що на 5,9 % більше, ніж у попередньому році. У той же час Німеччина стала другим за величиною надавачем допомоги у світі після Сполучених Штатів (США). Німеччина витрачає на розвиток близько 0,37 % свого ВВП. Цей відсоток нижчий за цільовий рівень уряду в 0,51 % ВВП до 2010 року. Міжнародна ціль близько 0,7 % ВВП також недосяжна.

#### Економічна допомога слаборозвинутим країнам
Німеччина надає активну допомогу слаборозвиненим країнам. Наприклад, у 2010 році в рамках програм «Фінансове співробітництво» та «Технічне співробітництво» Албанії було виділено 108,2 млн євро, Боснії та Герцеговині — 107,5 млн євро, Косово — 33,0 млн євро, Македонії — 1 млн євро, Албанії — 3 млн євро. Решта коштів в Хорватію.

## Міжнародні суперечки ФРН

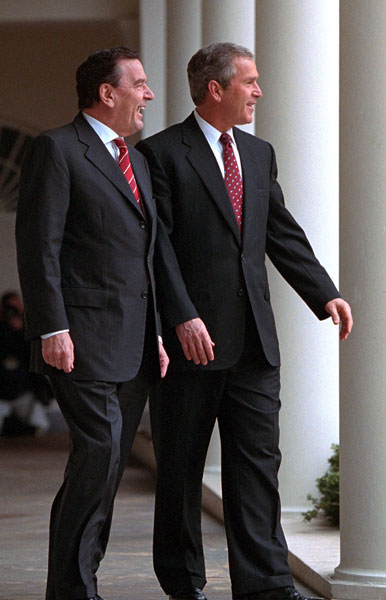
Канцлер Герхард Шредер з президентом США Джорджем Бушем у Білому домі в 2001 році

У 2001 році виявлення того, що терористичний осередок, який здійснив атаки на Сполучені Штати 11 вересня 2001 року, базувався в Гамбурзі, це сколихнуло всю країну. 
Уряд канцлера Герхарда Шредера підтримав наступні військові дії США, направивши війська Бундесверу до Афганістану для керівництва спільною програмою НАТО із забезпечення безпеки в країні після вигнання Талібану.
Майже вся громадськість була категорично проти вторгнення Америки в Ірак у 2003 році та будь-якого розгортання військ. Цю позицію розділяв уряд СДПН/зелених, що призвело до певних суперечок зі Сполученими Штатами.
У серпні 2006 року уряд Німеччини розкрив невдалу змову з метою вибуху двох німецьких поїздів. Напад мав відбутися в липні 2006 року, і в ньому був задіяний 21-річний ліванець, ідентифікований лише як Юссеф Мохаммед Е. Х. Прокуратура повідомила, що Юссеф та ще один чоловік залишили валізи, наповнені необробленими пропан-газовими бомбами, у потягах.
Станом на лютий 2007 року Німеччина мала близько 3000 сил Міжнародних сил сприяння безпеці під керівництвом НАТО в Афганістані в рамках війни з тероризмом, третій за чисельністю контингент після Сполучених Штатів (14 000) і Сполученого Королівства (5200). Німецькі війська здебільшого знаходяться на більш безпечній півночі країни.
Проте Німеччина разом з деякими іншими більшими європейськими країнами (за винятком Великої Британії та Нідерландів) зазнали критики з боку Великої Британії та Канади за те, що вони не розділили тягар більш інтенсивних бойових дій на півдні Афганістану.

## Міжнародні організації
Німеччина є членом Ради Європи, Європейського Союзу, Європейського космічного агентства, G4, G8, Міжнародного валютного фонду, НАТО, ОЕСР, Організації з безпеки та співробітництва в Європі, ООН, Групи Світового банку та Світової організації торгівлі.

### Європейський Союз

Прапор Європи

Німеччина відігравала провідну роль у Європейському Союзі з моменту його заснування та підтримує тісні дружні стосунки з Францією після закінчення Другої світової війни. Ці дві союзні країни були дуже близькі, особливо наприкінці 1980-х і на початку 1990-х років під керівництвом канцлера Гельмута Коля (ХДС) і президента Франсуа Міттерана (соціаліста). Німеччина також є європейською країною, яка рішуче підтримує формування єдиної та спроможної європейської політики, оборони та безпеки.
Європейська інтеграція пройшла довгий шлях після Європейського об'єднання вугілля та сталі (ЄОВС) та Єлисейського договору. Мирна співпраця з сусідами залишається однією з найбільших політичних цілей Німеччини, і Німеччина була в авангарді більшості досягнень у європейській інтеграції:
- Маастрихтський договір

Більшість соціальних проблем, з якими стикаються європейські країни загалом: імміграція, старіння населення, напружена система соціального забезпечення та пенсійна система — усі важливі для Німеччини. Німеччина прагне підтримувати мир через «поглиблення» інтеграції між нинішніми членами Європейського Союзу
- Європейські сили оборони
- Введення єдиної валюти € євро

Протягом десятиліть Німеччина була найбільшим платником чистих внесків до бюджетів ЄС (в абсолютному вираженні — враховуючи порівняно велике населення Німеччини — не на душу населення) і прагне обмежити зростання цих чистих платежів у розширеному союзі.
- Європейська Конституція

### НАТО

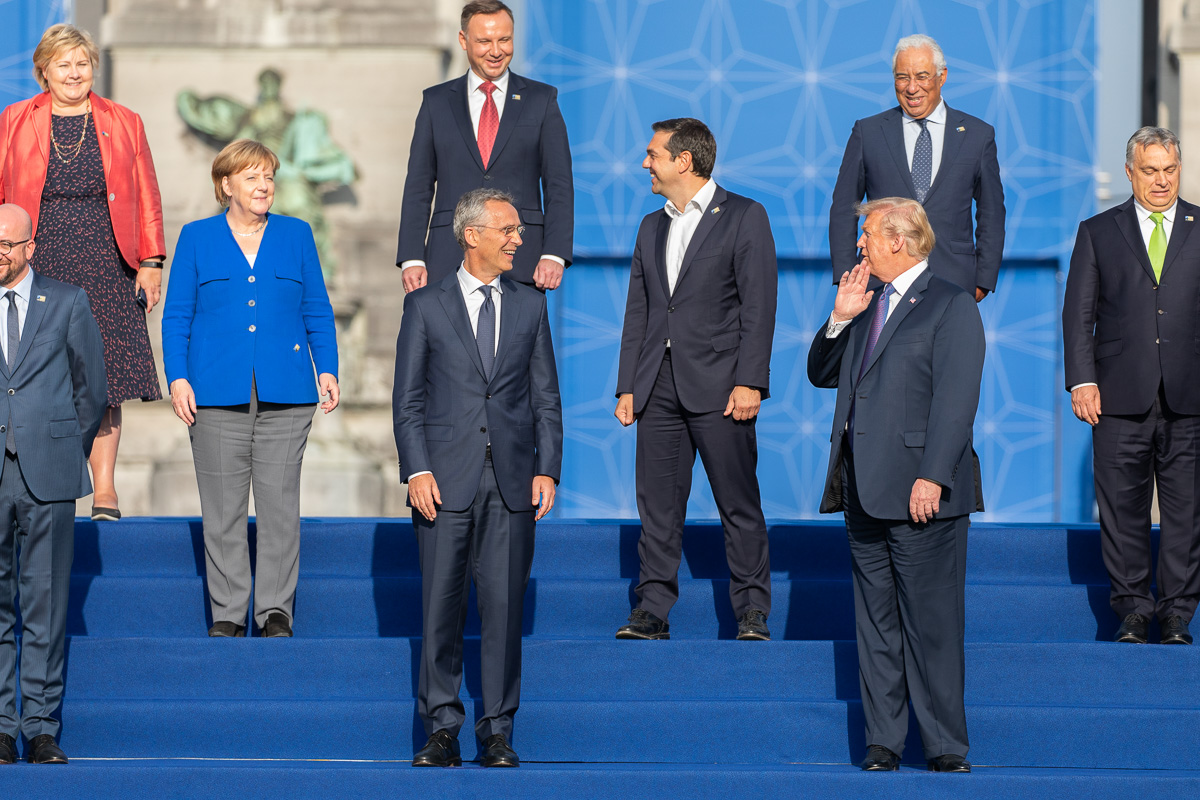
Зустріч глав держав і урядів НАТО 11 липня 2018 року в Брюсселі

Відповідно до доктрини, запровадженої Керівними принципами оборонної політики 2003 року, Німеччина продовжує надавати пріоритет трансатлантичному партнерству зі Сполученими Штатами через Організацію Північноатлантичного договору. Однак Німеччина приділяє все більше уваги координації своєї політики з Європейським Союзом через Спільну зовнішню політику та політику безпеки.

### ООН
Федеральний уряд Німеччини виступив з ініціативою отримати постійне місце в Раді Безпеки Організації Об'єднаних Націй у рамках реформи ООН. Для цього знадобиться схвалення більшістю у дві третини держав-членів і схвалення всіма п'ятьма правами вето в Раді Безпеки.

## Дипломатичні відносини ФРН
Список країн, з якими Федеративна Республіка Німеччина підтримує дипломатичні відносини:
| #   | Країна                           | Дата |
| --- | -------------------------------- | --- |
| 1   | Італія                           | 2 грудня 1950 року |
| 2   | Нідерланди                       | 6 березня 1951 року |
| 3   | Індія                            | 7 березня 1951 року |
| 4   | Швеція                           | 4 квітня 1951 року |
| 5   | Люксембург                       | 23 квітня 1951 року |
| 6   | Норвегія                         | 10 травня 1951 року |
| 7   | Велика Британія                  | 20 червня 1951 року |
| 8   | Бельгія                          | 27 червня 1951 року |
| 9   | Данія                            | 27 червня 1951 року |
| 10  | Перу                             | 28 червня 1951 року |
| 11  | США                              | 2 липня 1951 року |
| 12  | Бразилія                         | 10 липня 1951 року |
| 13  | Франція                          | 11 липня 1951 року |
| 14  | Греція                           | 12 липня 1951 року |
| 15  | Ірландія                         | 26 липня 1951 року |
| 16  | ПАР                              | 14 серпня 1951 року |
| 17  | Пакистан                         | 15 жовтня 1951 року |
| 18  | Монако                           | 16 жовтня 1951 року |
| 19  | Канада                           | 8 листопада 1951 року |
| 20  | Сербія                           | 8 грудня 1951 року (як Югославія) 27 квітня 1992 року (як СР Югославія) 4 лютого 2003 року (як Сербія і Чорногорія) 5 червня 2006 року (як Сербія) |
| 21  | Панама                           | 17 грудня 1951 року |
| 22  | Аргентина                        | 30 грудня 1951 року |
| 23  | Уругвай                          | 9 січня 1952 року |
| 24  | Австралія                        | 28 січня 1952 року |
| 25  | Чилі                             | 14 лютого 1952 року |
| 26  | Іран                             | 26 лютого 1952 року |
| 27  | Нікараґуа                        | 10 квітня 1952 року |
| 28  | Японія                           | 19 квітня 1952 року |
| 29  | Венесуела                        | 28 квітня 1952 року |
| 30  | Швейцарія                        | 6 травня 1952 року |
| 31  | Ліхтенштейн                      | 6 травня 1952 року |
| 32  | Тайланд                          | 28 травня 1952 року |
| 33  | Туреччина                        | 21 червня 1952 року |
| 34  | Індонезія                        | 25 червня 1952 року |
| 35  | Еквадор                          | 14 липня 1952 року |
| 36  | Сальвадор                        | 25 серпня 1952 року |
| 37  | Мексика                          | 29 серпня 1952 року |
| 38  | Парагвай                         | 1 жовтня 1952 року |
| 39  | Коста-Ріка                       | 7 жовтня 1952 року |
| 40  | Сирія                            | 14 жовтня 1952 року |
| 41  | Єгипет                           | 16 жовтня 1952 року (як Єгипет) 22 лютого 1958 року (як Об'єднана Арабська Республіка) 11 вересня 1971 року (як Єгипет)                            |
| 42  | Португалія                       | 10 листопада 1952 року |
| 43  | Іспанія                          | 16 листопада 1952 року |
| 44  | Йорданія                         | 17 листопада 1952 року |
| 45  | Ісландія                         | 16 грудня 1952 року |
| 46  | Болівія                          | 30 грудня 1952 року |
| 47  | Колумбія                         | 13 січня 1953 року |
| 48  | Ліван                            | 20 травня 1953 року |
| 49  | Ліберія                          | 23 липня 1953 року |
| 50  | Домініканська Республіка         | 11 вересня 1953 року |
| 51  | Ірак                             | 19 вересня 1953 року |
| 52  | Гаїті                            | 23 вересня 1953 року |
| 53  | Нова Зеландія                    | 10 листопада 1953 року |
| 54  | Шрі-Ланка                        | 9 грудня 1953 року (під назвою Цейлон) 22 травня 1972 року (під назвою Шрі-Ланка)                                                                  |
| 55  | Ефіопія                          | 23 січня 1954 року |
| —   | Ватикан                          | 1 червня 1954 року |
| 56  | Філіппіни                        | 8 жовтня 1954 року |
| 57  | Саудівська Аравія                | 10 листопада 1954 року |
| 58  | М'янма                           | 4 грудня 1954 року (під назвою Бірма) 18 червня 1989 року (під назвою М'янма)                                                                      |
| 59  | Афганістан                       | 22 грудня 1954 року |
| 60  | Лівія                            | 3 червня 1955 року |
| 61  | Куба                             | 30 червня 1955 року |
| 62  | Росія                            | 13 вересня 1955 року (як Радянський Союз) 24 травня 1990 року (як Росія)                                                                           |
| 63  | Австрія                          | 5 січня 1956 року |
| 64  | Судан                            | 12 березня 1956 року |
| 65  | Туніс                            | 7 грудня 1956 року |
| 66  | Марокко                          | 26 березня 1957 року |
| 67  | Південна Корея                   | 25 травня 1957 року |
| 68  | В'єтнам                          | 12 червня 1957 року (Південний В'єтнам) 12 вересня 1975 року (Північний В'єтнам) 2 липня 1976 року (як об'єднаний В'єтнам)                         |
| 69  | Гана                             | 24 червня 1957 року |
| 70  | Малайзія                         | 31 серпня 1957 року |
| 71  | Лаос                             | 31 січня 1958 року |
| 72  | Непал                            | 23 квітня 1958 року |
| 73  | Ґвінея                           | 30 липня 1959 року |
| 74  | Гватемала                        | 9 жовтня 1959 року |
| 75  | Камерун                          | 1 січня 1960 року |
| 76  | Гондурас                         | 20 січня 1960 року |
| 77  | Буркіна-Фасо                     | 31 січня 1960 року (під назвою Верхня Вольта) 4 серпня 1984 року (під назвою Буркіна-Фасо)                                                         |
| 78  | Тоґо                             | 27 квітня 1960 року |
| 79  | Мадагаскар                       | 26 червня 1960 року |
| 80  | Демократична Республіка Конґо    | 30 червня 1960 року |
| 81  | Сомалі                           | 1 липня 1960 року |
| 82  | Кот-д'Івуар                      | 7 серпня 1960 року |
| 83  | Чад                              | 11 серпня 1960 року |
| 84  | Конґо                            | 15 серпня 1960 року |
| 85  | Кіпр                             | 20 серпня 1960 року |
| 86  | Малі                             | 23 вересня 1960 року |
| 87  | Сенегал                          | 23 вересня 1960 року |
| 88  | Нігерія                          | 1 жовтня 1960 року |
| 89  | Центральноафриканська Республіка | 1 грудня 1960 року |
| 90  | Сьєрра-Леоне                     | 27 серпня 1961 року |
| 91  | Танзанія                         | 9 грудня 1961 року (як Танганджика) 26 квітня 1964 року (як Танзанія)                                                                              |
| 92  | Габон                            | 13 квітня 1962 року |
| 93  | Алжир                            | 3 липня 1962 року |
| 94  | Ямайка                           | 6 серпня 1962 року |
| 95  | Уганда                           | 9 жовтня 1962 року |
| 96  | Бенін                            | 15 жовтня 1962 року (під назвою Дагомей) 30 листопада 1975 року (під назвою Бенін)                                                                 |
| 97  | Ємен                             | 24 жовтня 1962 року (Північний Ємен) 19 грудня 1967 року (Південний Ємен) 24 травня 1990 року (як об'єднаний Ємен)                                 |
| 98  | Нігер                            | 11 січня 1963 року |
| 99  | Бурунді                          | 24 січня 1963 року |
| 100 | Мавританія                       | 8 серпня 1963 року |
| 101 | Тринідад і Тобаго                | 28 серпня 1963 року |
| 102 | Руанда                           | 13 грудня 1963 року |
| 103 | Кенія                            | 18 грудня 1963 року |
| 104 | Камбоджа                         | 19 лютого 1964 року |
| 105 | Кувейт                           | 20 травня 1964 року |
| 106 | Замбія                           | 24 жовтня 1964 року |
| 107 | Мальта                           | 16 лютого 1965 року |
| 108 | Гамбія                           | 26 квітня 1965 року |
| 109 | Ізраїль                          | 10 травня 1965 року |
| 110 | Малаві                           | 24 вересня 1965 року |
| 111 | Сингапур                         | 24 грудня 1965 року |
| 112 | Ботсвана                         | 1 жовтня 1966 року |
| 113 | Мальдіви                         | 10 жовтня 1966 року |
| 114 | Барбадос                         | 30 листопада 1966 року |
| 115 | Румунія                          | 31 січня 1967 року |
| 116 | Гаяна                            | 14 березня 1967 року |
| 117 | Лесото                           | 15 лютого 1968 року |
| 118 | Маврикій                         | 23 березня 1968 року |
| 119 | Есватіні                         | 15 листопада 1968 року (під назвою Свазіленд) 19 квітня 2018 року (під назвою Есватіні)                                                            |
| 120 | Бангладеш                        | 4 лютого 1972 року |
| 121 | Оман                             | 16 травня 1972 року |
| 122 | Бахрейн                          | 17 травня 1972 року |
| 123 | ОАЕ                              | 17 травня 1972 року |
| 124 | Польща                           | 14 вересня 1972 року |
| 125 | Китай                            | 11 жовтня 1972 року |
| 126 | Фінляндія                        | 7 січня 1973 року |
| 127 | Катар                            | 15 січня 1973 року |
| 128 | Багамські острови                | 10 липня 1973 року |
| 129 | Фіджі                            | 1 серпня 1973 року |
| 130 | Болгарія                         | 21 грудня 1973 року |
| 131 | Угорщина                         | 21 грудня 1973 року |
| 132 | Монголія                         | 31 січня 1974 року |
| 133 | Гренада                          | 6 лютого 1974 року |
| 134 | Ґвінея-Бісау                     | 17 квітня 1974 року |
| 135 | Мозамбік                         | 25 червня 1975 року |
| 136 | Сан-Томе і Прінсіпі              | 12 липня 1975 року |
| 137 | Кабо-Верде                       | 5 серпня 1975 року |
| 138 | Анґола                           | 16 серпня 1979 року |
| 139 | Суринам                          | 25 листопада 1975 року |
| 140 | Тонґа                            | 1 травня 1976 року |
| 141 | Самоа                            | 18 травня 1976 року |
| 142 | Папуа-Нова Гвінея                | 16 вересня 1976 року |
| 143 | Сейшельські Острови              | 18 січня 1977 року |
| 144 | Джибуті                          | 27 червня 1977 року |
| 145 | Коморські Острови                | 2 лютого 1978 року |
| 146 | Соломонові острови               | 11 липня 1978 року |
| 147 | Науру                            | 15 квітня 1979 року |
| 148 | Тувалу                           | 26 червня 1979 року |
| 149 | Зімбабве                         | 18 квітня 1980 року |
| 150 | Сент-Вінсент і Ґренадіни         | 13 червня 1980 року |
| 151 | Кірибаті                         | 1 липня 1980 року |
| 152 | Сент-Люсія                       | 1 серпня 1980 року |
| 153 | Домініка                         | 9 грудня 1980 року |
| 154 | Вануату                          | 22 квітня 1981 року |
| 155 | Беліз                            | 1 березня 1982 року |
| 156 | Антиґуа і Барбуда                | 11 березня 1982 року |
| 157 | Бруней Даруссалам                | 30 січня 1984 року |
| 158 | Сент-Кітс і Невіс                | 27 серпня 1984 року |
| 159 | Албанія                          | 2 жовтня 1987 року |
| 160 | Намібія                          | 21 березня 1990 року |
| 161 | Естонія                          | 28 серпня 1991 року |
| 162 | Латвія                           | 28 серпня 1991 року |
| 163 | Литва                            | 28 серпня 1991 року |
| 164 | Маршаллові острови               | 23 вересня 1991 року |
| 165 | Хорватія                         | 15 січня 1992 року |
| 166 | Словенія                         | 15 січня 1992 року |
| 167 | Україна                          | 17 січня 1992 року |
| 168 | Вірменія                         | 31 січня 1992 року |
| 169 | Киргизстан                       | 3 лютого 1992 року |
| 170 | Казахстан                        | 11 лютого 1992 року |
| 171 | Азейбарджан                      | 20 лютого 1992 року |
| 172 | Таджикистан                      | 28 лютого 1992 року |
| 173 | Туркменістан                     | 6 березня 1992 року |
| 174 | Узбекистан                       | 6 березня 1992 року |
| 175 | Білорусь                         | 13 березня 1992 року |
| 176 | Грузія                           | 13 квітня 1992 року |
| 177 | Федеративні Штати Мікронезії     | 21 квітня 1992 року |
| 178 | Молдова                          | 30 квітня 1992 року |
| 179 | Боснія і Герцеґовина             | 13 листопада 1992 року |
| 181 | Чехія                            | 1 січня 1993 року |
| 181 | Словаччина                       | 1 січня 1993 року |
| 182 | Еритрея                          | 3 серпня 1993 року |
| 183 | Північна Македонія               | 16 грудня 1993 року (під тимчасовою назвою Колишня Югославська Республіка Македонія) 12 лютого 2019 року (під назвою Північна Македонія)           |
| 184 | Андорра                          | 8 березня 1994 року |
| 185 | Сан-Марино                       | 1 жовтня 1995 року |
| 186 | Палау                            | 11 листопада 1997 року |
| 187 | Північна Корея                   | 1 березня 2001 року |
| —   | Острови Кука                     | 11 вересня 2001 року |
| 188 | Східний Тимор                    | 20 травня 2002 року |
| 189 | Чорногорія                       | 14 червня 2006 року |
| —   | Косово                           | 21 лютого 2008 року |
| 190 | Екваторіальна Ґвінея             | 6 вересня 2010 року |
| 191 | Південний Судан                  | 9 липня 2011 року |
| —   | Мальтійський орден               | 15 листопада 2017 року |
| 192 | Бутан                            | 25 листопада 2020 року |

## Двосторонні відносини

### Відносини з країнами Центральної та Східної Європи
Розпад комуністичного блоку загострив інтерес Німеччини до країн Центральної та Східної Європи (ЦСЄ). Продовжуючи Ostpolitik і прагнучи запевнити Польщу в її мирних намірах, Гельмут Коль підписав угоду про визнання кордону Одер-Нейсе 14 листопада 1990 року. Цей перший договір дозволяє підписати договір про дружбу і співробітництво в Червні 1991 року. Польща визнає існування німецької меншини і зобов'язується поважати її права. Тоді Німеччина та Польща розпочали поглиблений діалог з метою приєднання останньої до Європейського Союзу.
Примирення з Чехословаччиною тривало довше і було складніше. Близько 400 000 чехів було вигнано з Судет. Лише в 1997 році між Чехією та Німеччиною була підписана Декларація про примирення. У 1998 році прихід до влади соціал-демократів в обох країнах сприяв діалогу.
Німеччина довгий час була провідним іноземним інвестором у країнах ЦСЄ. У 2000 році Німеччина представляла 19 % інвестицій у Польщі, випереджаючи Сполучені Штати (18 %)% 33 % в Угорщині перед Сполученими Штатами (25 %) і 26 % у Чехії, все ще випереджаючи Штати — Юнайтед (14 %). У 2005 році статистичні дані Євростату показують зниження німецьких інвестицій у країни ЦСЄ. Зараз Німеччина випереджає Іспанію за загальним обсягом своїх інвестицій за рік. Його потоки в основному були спрямовані на Угорщину та Румунію цього року. Проте Німеччина залишається найбільшим торговим партнером ЦСЄ.
Берлін також стурбований стабілізацією Європи після розпаду радянського блоку в 1989—1991 роках. Тут знову ми знаходимо турботу про те, щоб знову відкрити стару сферу впливу, сферу впливу Пруссії та Австрії  : Скандинавія , країни Балтії , Центральна Європа, тобто Польща, Чехія, Словаччина, Угорщина та Балкани. Німецькі лідери підтримують переміщення бізнесу скрізь, де до 1945 року була присутність Німеччини, чи то демографічної, чи то культурної. У результаті німецькі інвестиції в ці країни вчетверо перевищують інвестиції Франції. Берлін закрив Інститути Гете у Франції та Латинській Америці, щоб відкрити їх у країнах ЦСЄ. Незважаючи на те, що ФРН прагне значно заощадити бюджет, вона робить розвиток інститутів справжнім культурним та економічним пріоритетом з метою відновлення їх створення на старих землях німецького впливу.
У 1990-х роках співпраця Німеччини з країнами ЦСЄ була плідною та бажаною для країн, які вітали можливість швидкої модернізації. Різні позиції під час війни в Іраку в 2003 році жодним чином не змінюють ці добрі відносини . Вони пережили початковий спад під час кризи державного боргу в Греції, під час якої Словаччина оголосила про свою відмову брати участь у фінансовій допомозі. Потім сталося значне загострення під час міграційної кризи в Європі в 2015 році, коли спостерігався контраст між політикою вітання і бажання Ангелою Меркель і відмовою Віктора Орбана, а потім і всієї Вишеградської групи, дуже чутливої через свою історію до питань ідентичності та меншин, прийняти цю імміграційну політику. Ця розбіжність перетворюється на антагонізм, коли Німеччина та Європейська комісія.намагаються нав'язати обов'язкові квоти, а країни ЦСЄ формують блок, який вороже ставиться до моральних уроків свого німецького сусіда.

### Рух вигнаних
Лобі німців, вигнаних з територій, анексованих Польщею чи СРСР або вигнаних з Чехословаччини, стало дуже активною силою після закінчення холодної війни. Найактивнішою з цих груп тиску є група трьох мільйонів німців, вигнаних із Судетської області в Чехії в 1945 році (головним чином оселилися в Баварії). Чехія і ФРН намагалися покласти край вимогам судетських німців. В січні 1997 року спільна чесько-німецька декларація приймається двома урядами і голосується двома парламентами. Для Німеччини вони засуджують події, які «привели до Мюнхенських угод, до втечі та вигнання людей із прикордонних регіонів Чехословаччини, а також до знищення та окупації Чехословаччини». Чеська сторона також висловлює свої «жалі» з приводу «кривд і несправедливостей», заподіяних німецькому населенню під час виселення. Але перш за все, декларація завершується урочистим зобов'язанням обох сторін «покласти край політичним і правовим вимогам щодо минулих суперечок».
Але асоціації біженців, об'єднані в Sudetendeutsche Landsmannschaft (SL), за підтримки Баварії, яка вважає себе землею-захисником судетських німців, вимагають реституції експропрійованого майна, право на повернення якого не обмежується можливістю колишніх вигнанців знову оселитися в Богемії, але визначається як «право на самовизначення як національної групи». Німецький уряд ніколи не підтримував вимоги СЛ і нагадує, що у ФРН не було жодних вимог до «жодного сусіда». Існують також лобі, які представляють вигнаних із Сілезії чи Східної Пруссії.
Питання вигнанців призвело до досить напружених відносин із Польщею. План відкрити в Берліні «Видимий знак» — центр пам'яті німців, вигнаних із Центральної Європи після 1945 року, поляки трактували як бажання перетворити німців на жертв, а поляків — на катів. Дві країни починають переговори щодо спільної роботи на місцях пам'яті. Польща сподівається на участь Німеччини в Музеї війни і миру в ХХ столітті  в Гданську, колишньому Данцигу, де почалася Друга світова війна. Зі свого боку Німеччина має намір фінансово підтримати ремонт меморіалу Другої світової війни на Гиданському півострові

### Відносини з Польщею
Після возз'єднання Німеччини та падіння Східного блоку Польща поступово повернула собі важливе місце серед привілейованих партнерів і союзників Німеччини в Європі. Їхня спільна інтеграція в НАТО, ЄС та основні міжнародні інституції, розвиток політичних відносин на основі спільних цінностей і зростаюча економічна та комерційна взаємозалежність сприяють відновленню міцного зв'язку між двома державами, позначеного глибокими стосунками. Історична напруженість актуальна й сьогодні,,.
Таким чином, Німеччина стала головним торговельним партнером Польщі (у 2007 році на неї припадало близько третини зовнішньої торгівлі Польщі, і ця частка має тенденцію до зростання). З 2004 року в Німеччині було зареєстровано понад 20 000 польських компаній. У травні 2006 року в обох країнах відбувся німецько-польський рік. З Францією дві країни утворюють «Веймарський трикутник», привілейований тристоронній формат співпраці, в рамках якого вони обговорюють європейські та міжнародні питання,.

### Відносини з Росією
Канцлери Гельмут Коль (1982—1998) і Герхард Шредер (1998—2005) підтримували привілейовані відносини з Росією. Під час возз'єднання добра воля Росії була важливою для того, щоб обидві Німеччини могли возз'єднатися. Це пояснює, чому Гельмут Коль, відчуваючи неминучий розвал НДР, надав Росії у жовтні 1989 року кредит у три мільярди марок. Він піклується про узгодження своїх позицій із позиціями Михайла Горбачова щодо модернізації ракет НАТО дуже малої дальності та договору ПРО.
Німеччина відігравала важливу роль у європейській політиці щодо Росії, зокрема через свій статус привілейованого партнера Росії.
Оскільки Федеративна Республіка Німеччина безпосередньо зацікавлена в політичній та економічній стабільності в Центральній та Східній Європі, уряд Шредера залишився вірним політиці свого попередника, дотримуючись тісного партнерства з Російською Федерацією. Відносини між Берліном і Москвою, успадковані від історії Ostpolitik, залишаються дуже тісними сьогодні через вибір, зроблений червоно-зеленою коаліцією, яка перебувала при владі з 1998 по 2005 роки.
З геополітичної точки зору, стратегія розширення Європейського Союзу до кордонів Росії, якщо вона задовольнить Німеччину в її прагненні до стабільності та впливу в Центральній Європі, може лише турбувати Росію, тим більше, коли це розширення досягне православних країн, чия історія глибоко пов'язана з історією Росії . Під час анексії Криму Росією в 2014 році Ангела Меркель була в авангарді засудження Москви,. Це охолодження відносин призвело спочатку до зміцнення зв'язків між Росією та Китаєм.

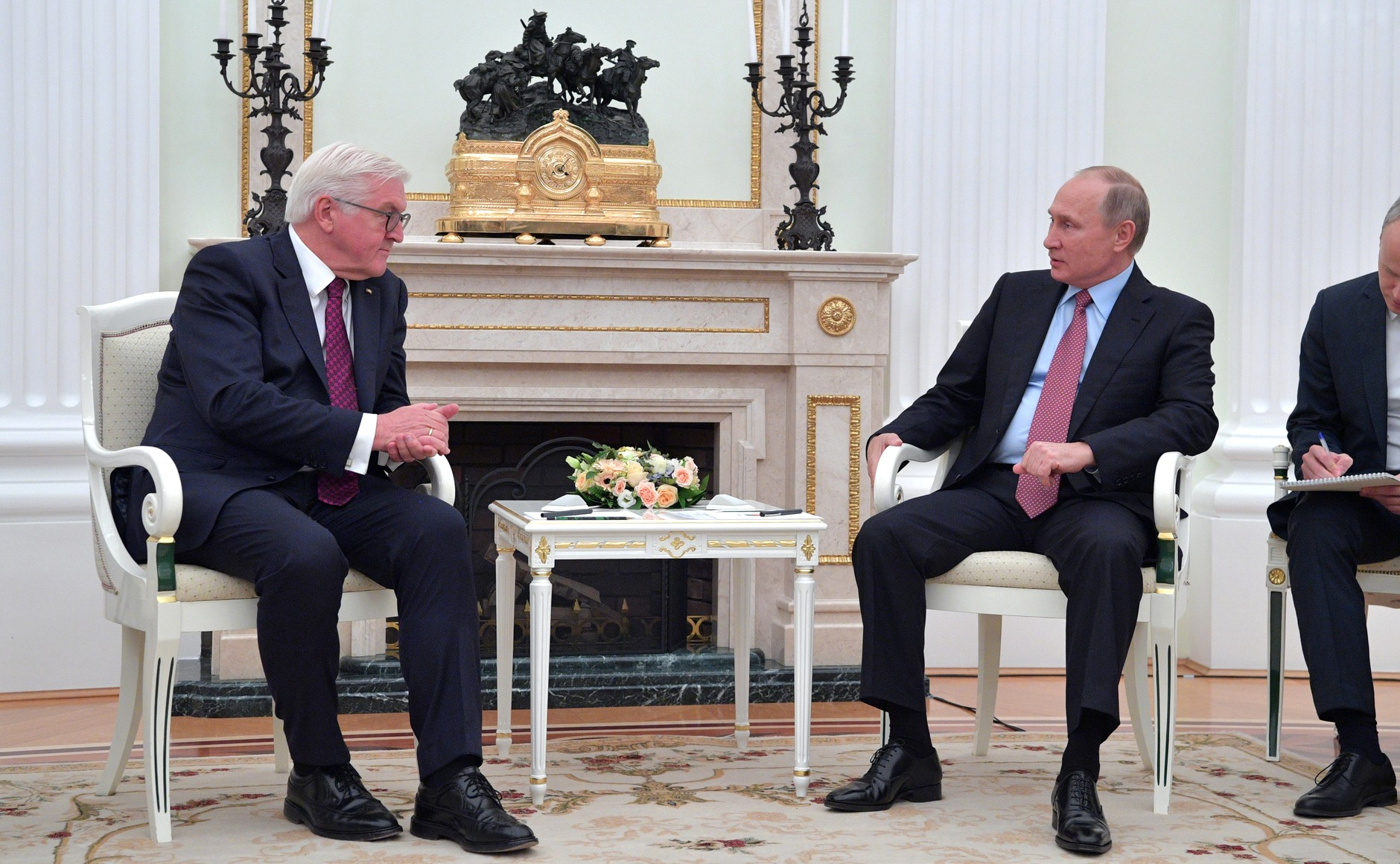
Президент Німеччини Франк-Вальтер Штайнмаєр під час візиту до Росії, 2017 рік

У зовнішній політиці Німеччини Росія посідає ключове місце завдяки своєму геополітичному розташуванню, демографічному та військовому потенціалу, сировинним ресурсам, ринку збуту німецьких товарів і традиціям двостороннього співробітництва. У німецькому сприйнятті Росія розглядається як стратегічний партнер, і переважає позиція співпраці, а не конфронтації. Однією з парадигм зовнішньої політики Німеччини був розвиток добрих відносин з Москвою нарівні з політикою розширення НАТО та ЄС у Центральній Європі. Це було пов'язано з історичним досвідом (Друга світова війна, мирне об'єднання Німеччини). Яскравим прикладом німецько-російської співпраці став надзвичайно суперечливий газопровід Nord Stream.
Вторгнення Росії в Україну у 2022 році призвело до перегляду нинішньої політики Німеччини щодо Росії. Президент Франк-Вальтер Штайнмаєр визнав помилки в цій сфері.
Німеччина є важливим центром російської політичної еміграції, опозиційної Володимиру Путіну. Це явище спостерігається з 2011 року та посилилося після російської агресії проти України.

### Відносини з Ізраїлем
Після війни відносини між двома державами здавалися неможливими. Але Конрад Аденауер і Давид Бен-Гуріон почали зближення. Аденауер розвиває політику нормалізації щодо Ізраїлю. У Люксембурзькому договорі 1952 року ФРН погодилася виплатити еквівалент 1,72 мільярда євро репарацій Державі Ізраїль і Єврейській конференції по претензіях (JCC) для євреїв-жертв нацизму . Прийняття репарацій викликає серйозну політичну кризу в Ізраїлі. З кінця 1950-х років ФРН постачала машини та зброю, щоб допомогти Ізраїлю розбудувати себе, тоді як НДР відмовлялася визнати будь-яку відповідальність за Шоа.
У 1965 році ФРН і НДР відновили нормалізовані дипломатичні відносини. Німеччина опинилася в перехідній ситуації: вона приймає свою історичну відповідальність за Шоа та відновлює плідні відносини з регіональною силою, якою є Ізраїль. Станом на 2008 рік Німеччина є найважливішим європейським партнером Ізраїлю. Так, у 2006 році Ізраїль звернувся до Німеччини з проханням посилити UNIFIL після другої війни Лівану проти Хезболли.

### Відносини з Францією
Возз'єднання та закінчення холодної війни змінили відносини між франко-німецькою парою. Це незбалансовано на користь Німеччини, більш густонаселеної, економічно могутнішої, яка відновила свій повний суверенітет. Однак франко-німецькі відносини все ще, здається, формуються більше Парижем, ніж Берліном. Франко-німецька пара набула нового імпульсу з нагоди 40-ї річниці  Єлисейського договору в 2003 році. Дві країни започаткували низку спільних ініціатив у сфері конституційних дебатів у Союзі, Європейському Союзі та Спільній політиці безпеки та оборони  (ЄПБО). Ця політика викликала підозру щодо можливого франко-німецького кондомініуму в малих державах ЄС,.

### Відносини із США
Німеччина і Сполучені Штати є двома близькими союзниками. Через план Маршалла (1948) США підтримали зусилля Німеччини з відновлення після Другої світової війни. Тим не менш, рішуча опозиція Шредера війні в Іраку розглядалася як охолодження американсько-німецьких відносин. Ці дві країни також економічно взаємозалежні, оскільки 8,8 % німецького експорту припадає на США, тоді як 6,6 % імпорту надходить із США. З боку США 8,8 % її експорту припадає на Німеччину, тоді як 9,8 % її імпорту надходить з цієї країни. Іншими ознаками тісних зв'язків є збереження позиції американців німецького походження як найбільшої етнічної групи в США і статус авіабази Рамштайн (біля Кайзерслаутерна) як найбільшої військової спільноти США за межами США.

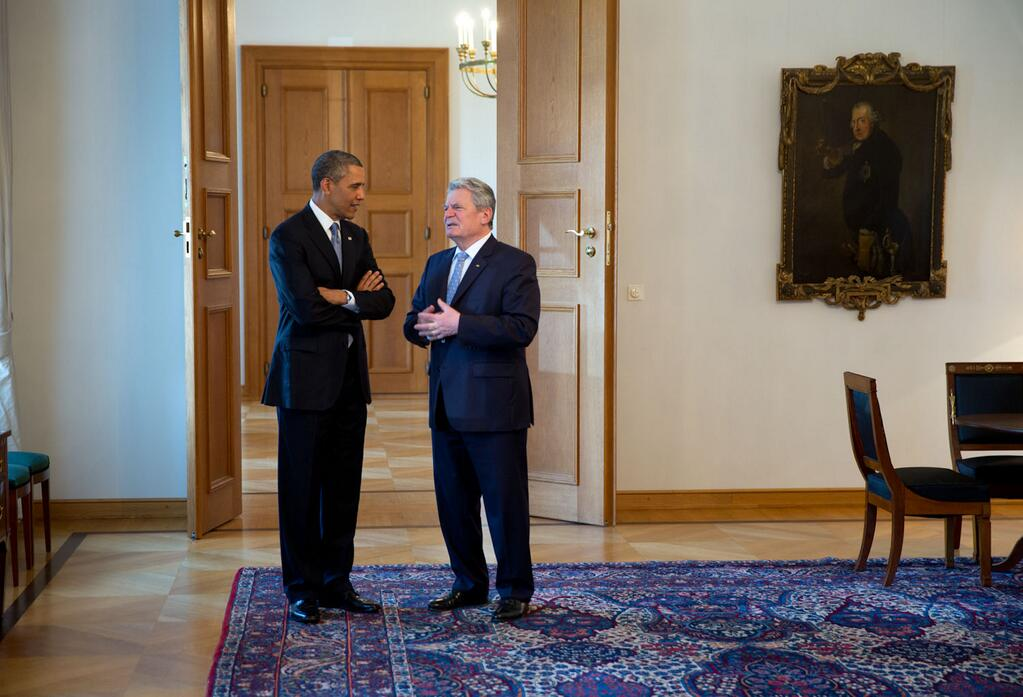
Розмова президента Німеччини Йоахіма Ґаука та президента США Барака Обами в Берліні, 2013 рік

Фактори, що впливають на значну важливість американсько-німецьких відносин, включають:
- роль США як найбільшої економіки світу;
- високий рівень торгівлі (США є найважливішим реципієнтом німецьких товарів і послуг) та інвестицій (США є найбільшим іноземним інвестором у Німеччині);
- залежність Німеччини від американських технологій (ІТ, штучний інтелект);
- важливість США як гаранта безпеки;
- військова присутність США в Німеччині (35 000 військовослужбовців).

Проблемні зони у взаєминах включають питання безпеки та ставлення до Китаю та Росії. Погіршення німецько-американських відносин стало помітним під час президентства Дональда Трампа.

## Європейські відносини

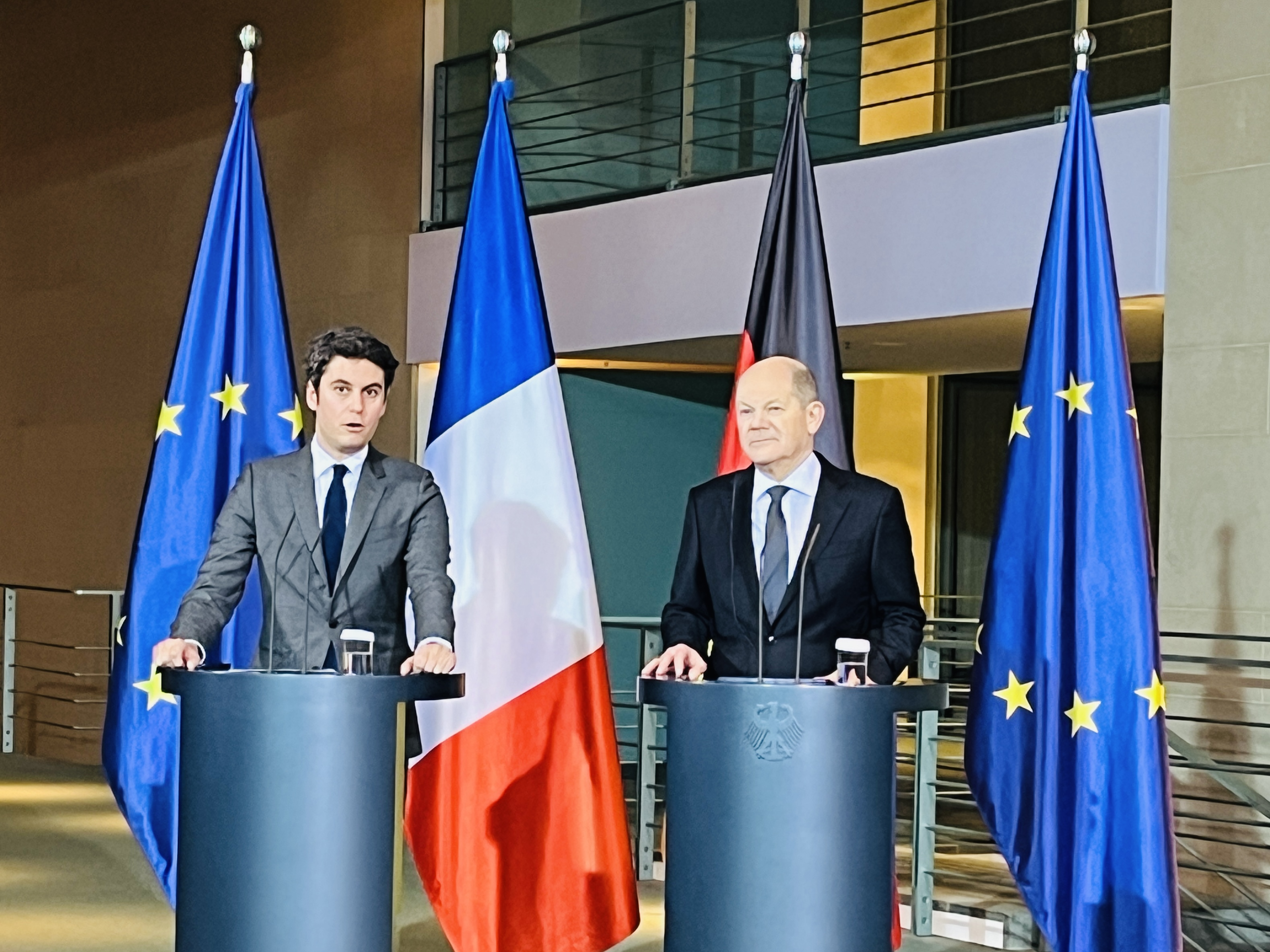
Прем'єр-міністр Франції Габріель Атталь і канцлер Німеччини Олаф Шольц під час зустрічі в Берліні, 2024 рік

Разом із Францією Німеччина відіграє провідну роль у Європейському Союзі. Попри різні позиції та відмінності в інтересах, німецько-французьке співробітництво називають «двигуном» європейської інтеграції.
За час діяльності уряду Ангели Меркель в європейській політиці Німеччини відбувся помітний зсув у бік збільшення значення німецького raison d'état (сенсу існування) шляхом європейської солідарності та потреб інших країн ЄС (особливо посткомуністичних країн).
У своїй промові в Берлінському університеті Гумбольдта у травні 2009 року канцлер Меркель визначила чотири принципи європейської політики Німеччини:
- поєднання німецьких інтересів та цілісного бачення (пошук рішень, що об'єднують малі та великі країни Європейського Союзу);
- подальше поглиблення процесу євроінтеграції;
- усвідомлення унікальності Європейського Союзу та підтримка рішень, прийнятих у Лісабонській угоді;
- функціонування Європейського Союзу на основі спільних цінностей.

Канцлер Олаф Шольц окреслив цілі європейської політики Німеччини, включаючи запропоновані напрями реформування Європейського Союзу, під час виступу в Празі у 2022 році. Метою реформ є посилення ЄС на міжнародній арені у контексті викликів, пов'язаних з агресивною політикою Росії та конкуренцією з боку Китаю. У частині інституційних змін канцлер запропонував поступову відмову від принципу одностайності при голосуванні в Раді ЄС та зміну механізму розподілу кількості євродепутатів у Європарламенті між різними країнами-членами.
Стратегія безпеки Німеччини, ухвалена у 2023 році, наголошує на необхідності зміцнення спільної зовнішньої та безпекової політики Європейського Союзу, в тому числі шляхом реалізації Стратегії безпеки ЄС (Strategic Compass), ухваленої у березні 2022 року, та інтенсифікації військово-технічного співробітництва в рамках PESCO (Permanent Structured Cooperation) та оборонно-промислової кооперації. У документі також висловлено підтримку розширенню ЄС на країни Західних Балкан, України та Молдови.

## Відносини з Китаєм
Китай розглядається німецькою владою і як партнер, і як суперник. Китайсько-німецькі відносини характеризуються міцними економічними зв'язками. Китай є найбільшим торгівельним партнером Німеччини і важливим напрямком інвестицій для німецьких компаній (наприклад, в автомобільну та хімічну промисловість). Інвестуючи в Німеччину, Китай переслідує не лише економічні, а й політичні цілі — отримання нових технологій та посилення залежності економік інших країн. Усвідомлюючи ризики, німецька влада вказує на необхідність зменшити «односторонню залежність» німецької економіки від Китаю, уникаючи при цьому радикального скорочення економічних відносин.

### Певне повернення на міжнародну арену. Нова військова реальність
У 1994 році суд Карлсруе постановив, що дії Бундесверу за межами традиційних зон НАТО були законними. Проте місії Бундесверу завжди пов'язані з гуманітарними чи миротворчими цілями і мають відбуватися в багатосторонній системі за мандатом ООН або НАТО . Вони також можуть відбуватися в рамках Європейського Союзу, але тоді потрібен мандат ООН.
Німецькі війська втручалися в Боснії та Герцеговині, Косово та Афганістані в рамках місії НАТО Міжнародних сил сприяння безпеці. 12 жовтня німецькі депутати навіть схвалили виділення 3500 солдатів і розміщення шести літаків-розвідників до жовтня 2008 р. Вони також надали 200 елітних солдатів для участі в антитерористичній операції Enduring Freedom під американським командуванням, яка все ще перебуває в Афганістані,. 1 липня 2008 року вона прийняла командування військами швидкого реагування НАТО в північному регіоні Афганістану для виконання бойових завдань. Тривалість місії військ швидкого реагування (ВСР) не обмежена в часі. Завдяки своїй ролі у забезпеченні стабільності та міжнародного порядку Німеччина претендує на постійне місце в Раді безпеки ООН. Це також ставить під сумнів НАТО як привілейоване місце для європейсько-американських і особливо американо-німецьких відносин.
Німеччина здобула достатню незалежність від Сполучених Штатів і вирішила протистояти війні в Іраку в 2003 році. Тоді вона навіть вирішила виступити проти ООН, заявивши, що не братиме участі в будь-якій збройній операції в Іраку, навіть під мандатом ООН, таким чином ставлячи під загрозу припинити свою непохитну лояльність до американців з 1949 року та відмовитися від свого заявленого бажання побачити посилення ваги ООН у міжнародних відносинах. Ця позиція користувалася підтримкою громадської думки. Цей вибір, однак, викликав критику. Зовнішня політика Німеччини, віддаляючись від колишніх точок прив'язки, таким чином втратила б свій вплив на міжнародній арені. Насправді німці вимагають більшої незалежності від американської політики, якої вони сумлінно дотримуються з 1949 року.
У 2010-х роках, коли її військові зобов'язання за кордоном все ще не були на рівні її економічної потужності, у 2017 році Німеччина розгорнула 3000 солдатів за межами своїх кордонів у місіях підтримки. Вона приєдналася до міжнародної коаліції в Іраку та Сирії для підготовки курдських військ і надала транспортні літаки у війні в Малі. Окрім франко-німецької бригади, Німеччина брала участь у кількох багатонаціональних підрозділах із сусідніми державами у 2010-х роках.

### Заручини в Африці
Це бажання вплинути на міжнародну арену виявляється в новій африканській політиці Німеччини. Довгий час її втручання на найбіднішому континенті обмежувалося допомогою розвитку. В останні роки роль Африки була переосмислена. Значна кількість членів ЄС, включаючи Німеччину, вважають, що Африка має переваги спільної зовнішньої політики та політики безпеки як пріоритет. Значне збільшення міграційних потоків з Африки до Німеччини у 2010-х роках посилює інтерес Німеччини до африканської політики. Зростаюча участь Китайської Народної Республіки в Африці також викликає питання щодо торговельної політики Німеччини. Нарешті, терористичні атаки 11 вересня 2001 року підкреслили, що безпеці Німеччини також можуть загрожувати події, що відбуваються в таких віддалених регіонах, як Африка,. Німецькі експерти довго задавалися питанням, чи є мир і безпека передумовою розвитку, чи все навпаки. Зрештою вони розробили політику, що знаходиться посередині між цими двома пріоритетами, оскільки здається, що будь-які інвестиції в проекти розвитку є абсурдними, доки насильницькі конфлікти не будуть припинені, але бідність є джерелом конфліктів. Це пояснює нещодавню військову участь Бундесверу в Африці в рамках місії ЄС «EUFOR RD Congo» в Демократичній Республіці Конго. У 2006 році майже 800 німецьких солдатів гарантували регулярне проведення перших за понад 40 років парламентських і президентських виборів.
Ключові моменти німецької стратегії в Африці були визначені в 2005 році. Окрім встановлення миру та безпеки, встановлення належного управління та підтримки демократії, нові сфери, такі як розвиток торгівлі, інвестицій та регіональної інтеграції в Африці, є новими в центрі нової політики Німеччини щодо Африки.
У квітні 2023 року у відповідь на висилку Чадом свого посла Німеччина також відповіла висланням посла Чаду з Німеччини,.

### Африка
| Країна                           | Примітки |
| -------------------------------- | --- |
| Алжир                            | - Алжир має посольство в Берліні та генеральне консульство у Франкфурті. - Німеччина має посольство в Алжирі. |
| Ангола                           | - Ангола має посольство в Берліні. - Німеччина має посольство в Луанді. |
| Ботсвана                         | - Ботсвана має посольство в Берліні. - Німеччина має посольство в Габороне. |
| Бурунді                          | - Бурунді має посольство в Берліні. - Німеччина має посольство в Бужумбурі. |
| Кабо-Верде                       | - Кабо-Верде має посольство в Берліні. - Німеччина представлена в Кабо-Верде через своє посольство в Сенегалі[1]. |
| Камерун                          | - Камерун має посольство в Берліні. - Німеччина має посольство в Яунде. |
| Центральноафриканська Республіка | - Центральноафриканська Республіка представлена в Німеччині через посольство у Франції. - Після закриття німецького посольства в Бангі в 1997 році Німеччина представлена через посольство в Камеруні. |
| Чад                              | - Чад має посольство в Берліні. - Німеччина має посольство в Нджамені. |
| Коморські острови                | - Коморські острови представлені в Німеччині через посольство в Бельгії. - Німеччина представлена на Коморських островах через своє посольство в Танзанії. |
| Демократична Республіка Конго    | - ДР Конго має посольство в Берліні. - Німеччина має посольство в Кіншасі. |
| Республіка Конго                 | - Республіка Конго має посольство в Берліні. - Німеччина має посольство в Браззавілі. |
| Єгипет                           | - Єгипет має посольство в Берліні та генеральні консульства у Франкфурті та Гамбурзі. - Німеччина має посольство в Каїрі. |
| Еритрея                          | - Еритрея має посольство в Берліні та генеральне консульство у Франкфурті. - Німеччина має посольство в Асмарі. |
| Ефіопія                          | - Ефіопія має посольство в Берліні та генеральне консульство у Франкфурті. - Німеччина має посольство в Аддіс-Абебі. |
| Габон                            | - Габон має посольство в Берліні. - Німеччина має посольство в Лібревілі. |
| Гана                             | - Гана має посольство в Берліні. - Німеччина має посольство в Аккрі. |
| Гвінея                           | - Німеччина має посольство в Конакрі. - Гвінея має посольство в Берліні. |
| Кенія                            | - Німеччина має посольство в Найробі. - Кенія має посольство в Берліні. |
| Ліберія                          | - Ліберія має посольство в Берліні. - Німеччина має посольство в Монровії. |
| Лівія                            | - Лівія має посольство в Берліні та генеральне консульство у Франкфурті. - Німеччина має посольство в Тріполі. |
| Мадагаскар                       | - Мадагаскар має посольство в Берліні. - Німеччина має посольство в Антананаріву. |
| Малі                             | - Малі має посольство в Берліні. - Німеччина має посольство в Бамако. |
| Мавританія                       | Обидві країни встановили дипломатичні відносини 28 листопада 1960 року, коли був акредитований перший посол ФРН в Мавританії з резиденцією в Дакарі М. Райхгольд. 6 травня 1961 року перший посол Мавританії у ФРН М. Мамаду Туре вручив вірчі грамоти президенту Любке. - Мавританія має посольство в Берліні. - Німеччина має посольство в Нуакшоті. |
| Марокко                          | - Марокко має посольство в Берліні та генеральні консульства в Дюссельдорфі та Франкфурті. - Німеччина має посольство в Рабаті. |
| Мозамбік                         | - Мозамбік має посольство в Берліні. - Німеччина має посольство в Мапуту. |
| Намібія                          | - Намібія має посольство в Берліні. - Німеччина має посольство у Віндгуку. |
| Нігер                            | - Нігер має посольство в Берліні. - Німеччина має посольство в Ніамеї. |
| Нігерія                          | - Нігерія має посольство в Берліні та генеральне консульство у Франкфурті. - Німеччина має посольство в Абуджі та генеральне консульство в Лагосі. |
| Руанда                           | - Руанда має посольство в Берліні. - Німеччина має посольство в Кігалі. |
| Сан-Томе і Принсіпі              | - Сан-Томе і Принсіпі представлена в Німеччині через посольство в Бельгії. - Німеччина представлена в Сан-Томе і Принсіпі через своє посольство в Габоні. |
| Сенегал                          | - Сенегал має посольство в Берліні. - Німеччина має посольство в Дакарі. |
| Сьєра-Леоне                      | - Сьєрра-Леоне має посольство в Берліні. - Німеччина має посольство у Фрітауні. |
| Сомалі                           | - Сомалі має посольство в Берліні. - Німеччина представлена в Сомалі через своє посольство в Кенії. |
| ПАР                              | - Південна Африка має посольство в Берліні та генеральне консульство в Мюнхені. - Німеччина має посольство в Преторії та генеральне консульство в Кейптауні. |
| Південний Судан                  | - Південний Судан має посольство в Берліні. - Німеччина має посольство в Джубі. |
| Судан                            | - Судан має посольство в Берліні. - Через війну в Судані Німеччина закрила своє посольство в Хартумі у 2023 році. |
| Танзанія                         | - Танзанія має посольство в Берліні. - Німеччина має посольство в Дар-ес-Саламі. |
| Того                             | - Того має посольство в Берліні. - Німеччина має посольство в Ломе. |
| Туніс                            | - Туніс має посольство в Берліні, генеральне консульство в Бонні, а також консульства в Гамбурзі та Мюнхені. - Німеччина має посольство в Тунісі. |
| Уганда                           | - Уганда має посольство в Берліні. - Німеччина має посольство в Кампалі. |
| Замбія                           | - Замбія має посольство в Берліні. - Німеччина має посольство в Лусаці. |
| Зімбабве                         | - Зімбабве має посольство в Берліні. - Німеччина має посольство в Хараре. |

### Північна та Південна Америка
| Країна                   | Примітки |
| ------------------------ | --- |
| Антигуа і Барбуді        | - Антигуа і Барбуда представлена в Німеччині через посольство у Великій Британії. - Німеччина представлена в Антигуа і Барбуді через своє посольство в Тринідаді і Тобаго. |
| Аргентина                | - Аргентина має посольство в Берліні, генеральні консульства у Франкфурті та Гамбурзі, і консульство в Бонні. - Німеччина має посольство в Буенос-Айресі. |
| Багамські острови        | - Багамські острови представлені в Німеччині через посольство у Великій Британії. - Німеччина представлена на Багамських островах через своє посольство на Ямайці. |
| Барбадос                 | - Барбадос представлений у Німеччині посольством у Брюсселі (Бельгія). - Німеччина представлена в Барбадосі через своє посольство в Порт-оф-Спейн (Тринідад і Тобаго). |
| Беліз                    | - Беліз представлений у Німеччині через посольство в Брюсселі. - Німеччина представлена в Белізі через своє посольство в Гватемалі. |
| Болівія                  | - Дипломатичні відносини між двома державами були розірвані під час Першої світової війни. - Відносини були відновлені після війни згідно з договором, укладеним 20 липня 1921 року. - Болівія має посольство в Берліні. - Німеччина має посольство в Ла-Пасі. |
| Бразилія                 | - Бразилія має посольство в Берліні та генеральні консульства у Франкфурті та Мюнхені. - Німеччина має посольство в Бразиліа та генеральні консульства в Порту-Алегрі, Ресіфі, Ріо-де-Жанейро та Сан-Паулу. |
| Канада                   | Канада має консульства в Мюнхені та Дюссельдорфі. Окрім посольства в Оттаві, Німеччина має консульства в Торонто, Монреалі та Ванкувері. |
| Чилі                     | - Чилі має посольство в Берліні, генеральні консульства у Франкфурті, Гамбурзі та Мюнхені, а також почесні консульства в Бремені, Кельні та Штутгарті. - Німеччина має посольство в Сантьяго та почесні консульства в Антофагасті, Консепсьйоні, Ла-Серені, Пуерто-Монт, Пунта-Аренасі, Темуко, Вальдівії та Віна-дель-Мар. |
| Колумбія                 | - Колумбія має посольство в Берліні, генеральне консульство у Франкфурті та три почесні консульства в Бремені, Гамбурзі та Штутгарті. - Німеччина має посольство в Боготі та чотири почесні консульства у Вірменії, Барранкільї, Калі та Медельїні. |
| Коста-Ріка               | - Коста-Ріка має посольство в Берліні. - Німеччина має посольство в Сан-Хосе. |
| Куба                     | - Куба має посольство в Берліні та посольський форпост у Бонні. - Німеччина має посольство в Гавані. - Федеративна Республіка Німеччина розірвала дипломатичні відносини з Кубою 14 січня 1963 року через доктрину Халльштейна, через два дні після того, як Куба визнала Німецьку Демократичну Республіку. - Дипломатичні відносини були відновлені 18 січня 1975 року. |
| Домініка                 | - Домініка представлена в Німеччині через посольство в Лондоні. - Німеччина представлена в Домініці через посольство в Тринідаді і Тобаго. |
| Домініканська Республіка | - Домініканська Республіка має посольство в Берліні та генеральні консульства у Франкфурті та Гамбурзі. - Німеччина має посольство в Санто-Домінго. |
| Еквадор                  | - Еквадор має посольство в Берліні та консульство в Гамбурзі. - Німеччина має посольство в Кіто. |
| Сальвадор                | - Сальвадор має посольство в Берліні. - Німеччина має посольство в Сан-Сальвадорі. |
| Гренада                  | - Гренада закрила своє посольство в Німеччині 17 серпня 2013 року. - Німеччина представлена в Гренаді через своє посольство в Тринідаді і Тобаго. |
| Гватемала                | - Гватемала має посольство в Берліні. - Німеччина має посольство в місті Гватемала. |
| Гаяна                    | - Гаяна представлена в Німеччині через посольство в Брюсселі. - Німеччина представлена в Гаяні через посольство в Тринідаді і Тобаго. |
| Гаїті                    | - Гаїті має посольство в Берліні. - Німеччина має посольство в Порт-о-Пренсі. |
| Гондурас                 | - Гондурас має посольство в Берліні. - Німеччина має посольство в Тегусігальпі. |
| Ямайка                   | - Ямайка має посольство в Берліні. - Німеччина має посольство в Кінгстоні. |
| Мексика                  | - Мексика має посольство в Берліні та консульство у Франкфурті[1]. - Німеччина має посольство в Мехіко. |
| Нікарагуа                | - Нікарагуа має посольство в Берліні. - Німеччина має посольство в Манагуа. |
| Панама                   | - Панама має посольство в Берліні та генеральне консульство в Гамбурзі. - Німеччина має посольство в Панамі. |
| Парагвай                 | - Парагвай має посольство в Берліні та генеральне консульство у Франкфурті. - Німеччина має посольство в Асунсьйоні та три почесних консульства в Сьюдад-дель-Есте, Енкарнасьйоні та Ной-Гальбштадті. - Кілька міст, як-от Філадельфія та Нуева Германія, були засновані німцями, і в них досі живуть німці. Альфредо Стросснер, диктатор Парагваю протягом 35 років, мав батька німецького іммігранта.[джерело?] |
| Перу                     | - Перу має посольство в Берліні та генеральні консульства в Гамбурзі, Мюнхені та Оффенбаху. - Німеччина має посольство в Лімі та почесні консульства в Арекіпі, П'юрі, Багуа і Трухільйо. - Офіційні дипломатичні відносини між двома країнами існують з 19 століття. Вони були розірвані 26 січня 1943 року під час Другої світової війни і відновлені 28 червня 1951 року (лише з Федеративною Республікою Німеччина). |
| Сент-Кітс і Невіс        | - Сент-Кітс і Невіс представлені в Німеччині через її Високу комісію у Великій Британії. - Німеччина представлена в Сент-Кітс і Невіс через своє посольство в Тринідаді і Тобаго. |
| Сент-Люсія               | - Сент-Люсія представлена в Німеччині через її Високу комісію у Великій Британії. - Німеччина представлена в Сент-Люсії через своє посольство в Тринідаді і Тобаго. |
| Сент-Вінсент і Гренадіни | - У Німеччині Сент-Вінсент і Гренадіни представлені через Верховного комісара у Великій Британії. - Німеччина представлена в Сент-Вінсенті і Гренадінах через своє посольство в Тринідаді і Тобаго. |
| Суринам                  | - Суринам представлений у Німеччині через посольство в Нідерландах. - Німеччина представлена в Суринамі через посольство в Тринідаді і Тобаго. |
| Тринідад і Тобаго        | - Тринідад і Тобаго представлений у Німеччині через Високу комісію у Великій Британії. - Німеччина має посольство в Порт-оф-Спейн. |
| США                      | Колишній канцлер Ангела Меркель прагнула налагодити тепліші відносини зі Сполученими Штатами та відновити політичні зв'язки на основі спільних цінностей і переконань. - Сполучені Штати мають посольство в Берліні, посольський форпост у Бонні, генеральні консульства в Дюссельдорфі, Франкфурті, Гамбурзі, Лейпцигу та Мюнхені, а також консульську установу в Бремені. - Німеччина має посольство у Вашингтоні, а також генеральні консульства в Атланті, Бостоні, Чикаго, Х'юстоні, Лос-Анджелесі, Маямі, Нью-Йорку та Сан-Франциско. |
| Уругвай                  | - Уругвай має посольство в Берліні, генеральне консульство в Гамбурзі та п'ять почесних консульств (у Бремені, Франкфурті-на-Майні, Ессені, Мюнхені та Штутгарті). - Німеччина має посольство в Монтевідео. - Німеччина є головним торговельним партнером Уругваю в Європейському Союзі. |
| Венесуела                | - Венесуела має посольство в Берліні та генеральні консульства у Франкфурті та Гамбурзі. - Німеччина має посольство в Каракасі. |

### Азія
| Країна            | Примітки |
| ----------------- | --- |
| Афганістан        | - Німеччина була однією з перших країн, які визнали суверенітет Афганістану, слідом за Радянським Союзом у 1991 році. - Афганістан має посольство в Берліні та генеральні консульства в Бонні та Грюнвальді. - Німеччина мала посольство в Кабулі та генеральне консульство в Мазарі-Шарифі. - Афганістан і Німеччина встановили тісні зв'язки в 1935 році, коли Афганістан прагнув вийти зі свого історичного курсу на британську та російську орієнтацію. Протягом більшої частини Другої світової війни Афганістан чинив опір закликам Москви і Лондона вислати італійський і німецький дипломатичні корпуси. |
| Вірменія          | Вірменсько-німецькі відносини завжди були стабільними і міцними; вони продовжують працювати разом і розвиватися протягом багатьох років у співпраці. Лідери двох країн обговорили двосторонні відносини і відзначили, що вони значно покращилися за останні кілька років. - Вірменія має посольство в Берліні та почесні консульства у Франкфурті, Карлсруе, Магдебурзі та Мюнхені. - Німеччина має посольство в Єревані та почесне консульство в Гюмрі. |
| Азейбарджан       | - Азербайджан має посольство в Берліні. - Німеччина має посольство в Баку. |
| Бахрейн           | - Бахрейн має посольство в Берліні. - Німеччина має посольство в Манамі. |
| Бангладеш         | Після здобуття незалежності Бангладеш у 1971 році Східна Німеччина стала третьою країною у світі і першою країною в Європі, яка офіційно визнала Бангладеш у 1972 році. Бангладеш також тепло привітав возз'єднання Німеччини. Як економічна потуга, а також важливий член Європейського Союзу (ЄС), Німеччина є надійним партнером Бангладеш у співпраці в галузі розвитку. Після встановлення дипломатичних відносин двосторонні відносини між двома країнами почали неухильно зростати. Бангладеш є пріоритетною країною-партнером Німецького товариства міжнародного співробітництва (GTZ). У торгівлі з Німеччиною Бангладеш протягом багатьох років має значне позитивне сальдо. Німеччина є другим за величиною експортним ринком Бангладеш після США. Культурні зв'язки між обома країнами дуже сильні. Культурна співпраця між ними в основному здійснюється через Гете-Інститут, який працює над розвитком культурних зв'язків між обома країнами, спонсоруючи місцеві та німецькі культурні заходи. Німеччина та Бангладеш поділяють спільні погляди на різні міжнародні питання і працюють разом в ООН та інших міжнародних форумах. Вони підтримують і розвивають тісні та дружні відносини в широкому спектрі галузей. Обидві країни об'єднує їхня прихильність до різних взаємно узгоджених секторів, яка, як очікується, буде ще більше посилюватися в майбутньому.[джерело?] - Бангладеш має посольство в Берліні. - Німеччина має посольство в Дакці. |
| Бутан             | Уряди Федеративної Республіки Німеччина та Королівства Бутан підтримують дипломатичні відносини з 25 листопада 2020 року. Цей крок ще більше поглибив дружні відносини між двома країнами. Консульські відносини існують з липня 2000 року. Бутан погодився дозволити Німеччині відкрити почесне консульство в Тхімпху. Бутан має почесне генеральне консульство в Німеччині. - Бутан представлений у Німеччині через її місію при ЄС у Брюсселі. - Німеччина представлена в Бутані через посольство в Індії. |
| Бруней            | - Бруней має посольство в Берліні - Німеччина має посольство в Бандар-Сері-Бегавані. |
| Камбоджа          | - Камбоджа має посольство в Берліні. - Німеччина має посольство в Пномпені. |
| Китай             | Німеччина має добрі відносини з Китайською Народною Республікою, хоча Ангела Меркель і значна частина німецького політичного класу останнім часом критикують Китайську Народну Республіку за стримування реформ у сфері демократії та прав людини. В останні роки торгівля між ними досягла високих обсягів як в імпорті, так і в експорті.[джерело?] У липні 2019 року посли 22 країн-членів ООН, включаючи Німеччину, підписали спільного листа до РПЛ ООН, в якому засудили жорстоке поводження Китаю з уйгурами, а також з іншими групами меншин, і закликали китайський уряд закрити табори перевиховання в Синьцзян-Уйгурському автономному районі. - Китай має посольство в Берліні, посольський форпост у Бонні, генеральні консульства в Дюссельдорфі, Франкфурті, Гамбурзі, Мюнхені, а також Економічне і торговельне представництво в Спеціальному адміністративному районі Гонконг. - Німеччина має посольство в Пекіні та генеральні консульства в Ченду, Гонконгу, Гуанчжоу, Шанхаї та Шеньяні. |
| Гонконг           | Між Гонконгом і Німеччиною немає офіційних дипломатичних відносин через те, що Гонконг є спеціальним адміністративним районом, а не незалежною державою. - Гонконг має Економічне і торговельне представництво в Берліні. - Німеччина має генеральне консульство в Гонконзі. |
| Індія             | Під час холодної війни Індія підтримувала дипломатичні відносини як із Західною, так і зі Східною Німеччиною. Після падіння Берлінського муру та об'єднання Німеччини відносини ще більше покращилися. Посол Німеччини в Індії Бернд Мутцельбург якось сказав, що Індія та Німеччина є не просто «природними партнерами», а важливими країнами в глобалізованому світі. Німеччина є найбільшим торговельним партнером Індії в Європі. Канцлер Німеччини Ангела Меркель нещодавно відвідала Індію, а прем'єр-міністр Індії Нарендра Моді — Німеччину. Обидві країни працюють над отриманням постійних місць у Раді Безпеки Організації Об'єднаних Націй. Оскільки обидві країни є сильними ліберальними демократіями, вони мають схожі цілі. Реформи ООН, боротьба з тероризмом і зміною клімату, сприяння розвитку науки, освіти, технологій і прав людини — ось деякі сфери спільних інтересів і співпраці між цими двома країнами. У культурному плані індійські та німецькі письменники і філософи вплинули один на одного. Нещодавно Німеччина інвестувала в розвиток освіти та навичок серед сільських індійців. Німеччина була однією з перших країн, яка погодилася з індійсько-американською ядерною угодою. - Індія має посольство в Берліні та три генеральних консульства у Франкфурті-на-Майні,Мюнхені, і Гамбургу. - Німеччина має посольство в Нью-Делі та чотири генеральних консульства в Бангалорі, Ченнаї, Калькутті і Мумбаї.                        |
| Індонезія         | - Індонезію та Німеччину традиційно пов'язують добрі, інтенсивні та різнобічні відносини. - Німеччина та Індонезія, як найбільші члени Європейського Союзу та Асоціації держав Південно-Східної Азії (АСЕАН), відповідно, займають схожі позиції з багатьох питань, що стосуються розвитку цих двох регіональних організацій. - Індонезія має посольство в Берліні та генеральні консульства у Франкфурті та Гамбурзі. - Німеччина має посольство в Джакарті. |
| Іран              | - Іран має посольство в Берліні та генеральні консульства у Франкфурті, Гамбурзі та Мюнхені. - Німеччина має посольство в Тегерані. |
| Ірак              | - Ірак має посольство в Берліні та генеральне консульство у Франкфурті. - Німеччина має посольство в Багдаді та генеральне консульство в Ербілі. - Наразі в Німеччині проживає близько 84 000—150 000 іракців.[джерело?] |
| Ізраїль           | Німецько-ізраїльські відносини — це особливі відносини між Ізраїлем та Німеччиною, засновані на спільних переконаннях, західних цінностях та поєднанні історичних перспектив. Серед найважливіших чинників їхніх відносин — роль нацистської Німеччини в геноциді європейських євреїв під час Голокосту. Після Голокосту однією з цілей післявоєнної Німеччини було встановлення та підтримка відносин «Відергутмахунг» з Державою Ізраїль. Починаючи з Угоди про репарації 1952 року, підтримка національної безпеки Держави Ізраїль займає центральне місце у зовнішній політиці Німеччини. Німеччина брала активну участь в укладанні єгипетсько-ізраїльського мирного договору 1979 року, угодах в Осло (1993), які призвели до укладення мирного договору між Ізраїлем і Йорданією в 1994 році, а також у триваючому ізраїльсько-палестинському мирному процесі, що робить Німеччину, мабуть, (поряд зі Сполученими Штатами) найближчим союзником Ізраїлю.[джерело?] - Ізраїль має посольство в Берліні та генеральне консульство в Мюнхені. - Німеччина має посольство в Тель-Авіві. |
| Японія            | Регулярні зустрічі між двома країнами призвели до низки угод про співпрацю. У 2004 році канцлер Німеччини Герхард Шредер і прем'єр-міністр Дзюнітіро Коідзумі домовилися про співпрацю у наданні допомоги у відновленні Іраку та Афганістану, сприяння діяльності з економічного обміну, молодіжні та спортивні обміни а також обміни та співробітництво в науковій, технологічній та академічній сферах. Після Китаю, Японія є головним торговельним партнером Німеччини в Азії у 2006 році.. - Японія має посольство в Берліні та генеральні консульства в Дюссельдорфі, Франкфурті, Гамбурзі та Мюнхені. - Німеччина має посольство в Токіо та генеральне консульство в Осаці. |
| Йорданія          | - Йорданія має посольство в Берліні. - Німеччина має посольство в Аммані та почесне консульство в Акабі. |
| Казахстан         | - Казахстан і Німеччина встановили партнерські відносини в енергетичному, технологічному та сировинному секторах. - Німеччина має національний павільйон на виставці «Астана-Експо 2017».[джерело?] - Казахстан має посольство в Берліні, посольський форпост у Бонні, генеральне консульство у Франкфурті та консульство у Мюнхені. - Німеччина має посольство в Астані та генеральне консульство в Алмати. |
| Кувейт            | - Кувейт має посольство в Берліні та генеральне консульство у Франкфурті. - Німеччина має посольство в місті Кувейт. |
| Киргизстан        | - Киргизстан має посольство в Берліні, посольський форпост у Бонні та консульство у Франкфурті. - Німеччина має посольство в Бішкеку. |
| Лаос              | - Лаос має посольство в Берліні. - Німеччина має посольство у В'єнтьяні. |
| Ліван             | - Ліван має посольство в Берліні. - Німеччина має посольство в Бейруті. |
| Малайзія          | - Малайзія має посольство в Берліні та генеральне консульство у Франкфурті. - Німеччина має посольство в Куала-Лумпурі. |
| Мальдіви          | - Мальдіви мають посольство в Берліні. - Німеччина представлена на Мальдівах через своє посольство в Шрі-Ланці. |
| Монголія          | - Монголія має посольство в Берліні. - Німеччина має посольство в Улан-Баторі. |
| Непал             | - Непал має посольство в Берліні. - Німеччина має посольство в Катманду. |
| Північна Корея    | - Північна Корея має посольство в Берліні. - Німеччина має посольство в Пхеньяні. |
| Оман              | - Оман має посольство в Берліні. - Німеччина має посольство в Маскаті. |
| Пакистан          | Пакистан і Німеччина мають надзвичайно тісні, теплі та історичні відносини. Німеччина є четвертим за величиною торговельним партнером Пакистану і найбільшим торговельним партнером в ЄС. Німеччина є надійним партнером у сфері торгівлі, розвитку, військової, наукової та культурної співпраці. Співпраця між Німеччиною та Пакистаном бере свій початок з моменту створення Пакистану. У Німеччині проживає 53 668 пакистанських іммігрантів.[джерело?] - Пакистан має посольство в Берліні, генеральне консульство у Франкфурті та почесні консульства у Франкфурті, Дюссельдорфі, Гамбурзі та Ізарталі. - Німеччина має посольство в Ісламабаді, генеральне консульство в Карачі та почесне консульство в Лахорі. |
| Палестина         | - Палестина має представництво в Берліні. - Німеччина має представництво в Рамаллі. |
| Філіппіни         | Відносини між Німеччиною та Філіппінами залишаються міцними та позитивними. У 1955 році було підписано угоду, яка призвела до динамічного співробітництва між двома країнами.[джерело?] - Філіппіни мають посольство в Берліні та генеральне консульство у Франкфурті. - Німеччина має посольство в Манілі. |
| Катар             | - Катар має посольство в Берліні, посольський форпост у Бонні та генеральне консульство в Мюнхені. - Німеччина має посольство в Досі. |
| Саудівська Аравія | - Саудівська Аравія має посольство в Берліні та генеральне консульство у Франкфурті. - Німеччина має посольство в Ер-Ріяді та генеральне консульство в Джидді. |
| Сінгапур          | - Сінгапур має посольство в Берліні. - Німеччина має посольство в Сінгапурі. |
| Південна Корея    | - Встановлення дипломатичних відносин між Німеччиною та корейською династією Чосон розпочалося 26 листопада 1883 року. - У 2011 році в Німеччині проживало близько 31 000 південнокорейців.. - Південна Корея має посольство в Берліні, посольський форпост у Бонні та генеральні консульства у Франкфурті та Гамбурзі. - Німеччина має посольство в Сеулі. |
| Шрі-Ланка         | - Шрі-Ланка має посольство в Берліні та генеральне консульство у Франкфурті. - Німеччина має посольство в Коломбо. |
| Сирія             | - Сирія має посольство в Берліні. - Посольство Німеччини в Дамаску закрилося 19 січня 2012 року. - З 22 лютого 1958 року до 28 вересня 1961 року Сирія була частиною Об'єднаної Арабської Республіки. У 1961 році Сирія вийшла з союзу з Єгиптом і відновила свою незалежність. |
| Таджикистан       | - Таджикистан має посольство в Берліні. - Німеччина має посольство в Душанбе. |
| Таїланд           | - Таїланд має посольство в Берліні та генеральні консульства у Франкфурті та Мюнхені. - Німеччина має посольство в Бангкоку. |
| Туреччина         | Хороші турецько-османсько-німецькі відносини з 19 століття. Вони були союзниками у Першій світовій війні. Німеччина сприяла турецькій імміграції після 1945 року, коли відчула гостру нестачу робочої сили. Їх називали гастарбайтерами (нім. Gastarbeiter — гастарбайтери). Більшість турків у Німеччині походять з Центральної та Східної Анатолії. Сьогодні турки є найбільшою етнічною меншиною Німеччини і складають більшу частину німецької мусульманської меншини. У Берліні проживає близько 250 000 турків, що робить її найбільшою турецькою громадою за межами Туреччини. - Туреччина має посольство в Берліні та генеральні консульства в Берліні, Дюссельдорфі, Ессені, Франкфурті, Гамбурзі, Ганновері, Хюрті, Карлсруе, Майнці, Мюнхені, Мюнстері, Нюрнберзі та Штутгарті. - Німеччина має посольство в Анкарі, генеральні консульства в Стамбулі та Ізмірі, а також консульство в Анталії. - Обидві країни є повноправними членами Ради Європи та НАТО. - Німеччина є членом ЄС, а Туреччина — кандидатом на вступ до ЄС. Німеччина виступає проти переговорів про вступ Туреччини до ЄС, хоча ці переговори наразі призупинені. |
| Туркменістан      | - Туркменістан має посольство в Берліні та консульство у Франкфурті. - Німеччина має посольство в Ашгабаті. |
| ОАЕ               | - ОАЕ мають посольство в Берліні та генеральні консульства в Бонні та Мюнхені. - Німеччина має посольство в Абу-Дабі та генеральне консульство в Дубаї. |
| Узбекистан        | - Узбекистан має посольство в Берліні та генеральне консульство у Франкфурті. - Німеччина має посольство в Ташкенті. |
| В'єтнам           | - В'єтнам має посольство в Берліні та генеральне консульство у Франкфурті. - Німеччина має посольство в Ханої та генеральне консульство в Хошиміні. |
| Ємен              | - Ємен має посольство в Берліні та генеральне консульство у Франкфурті. - Німеччина має посольство в Сані, яке наразі працює в обмеженому обсязі через громадянську війну. |

### Європа
Балканський регіон

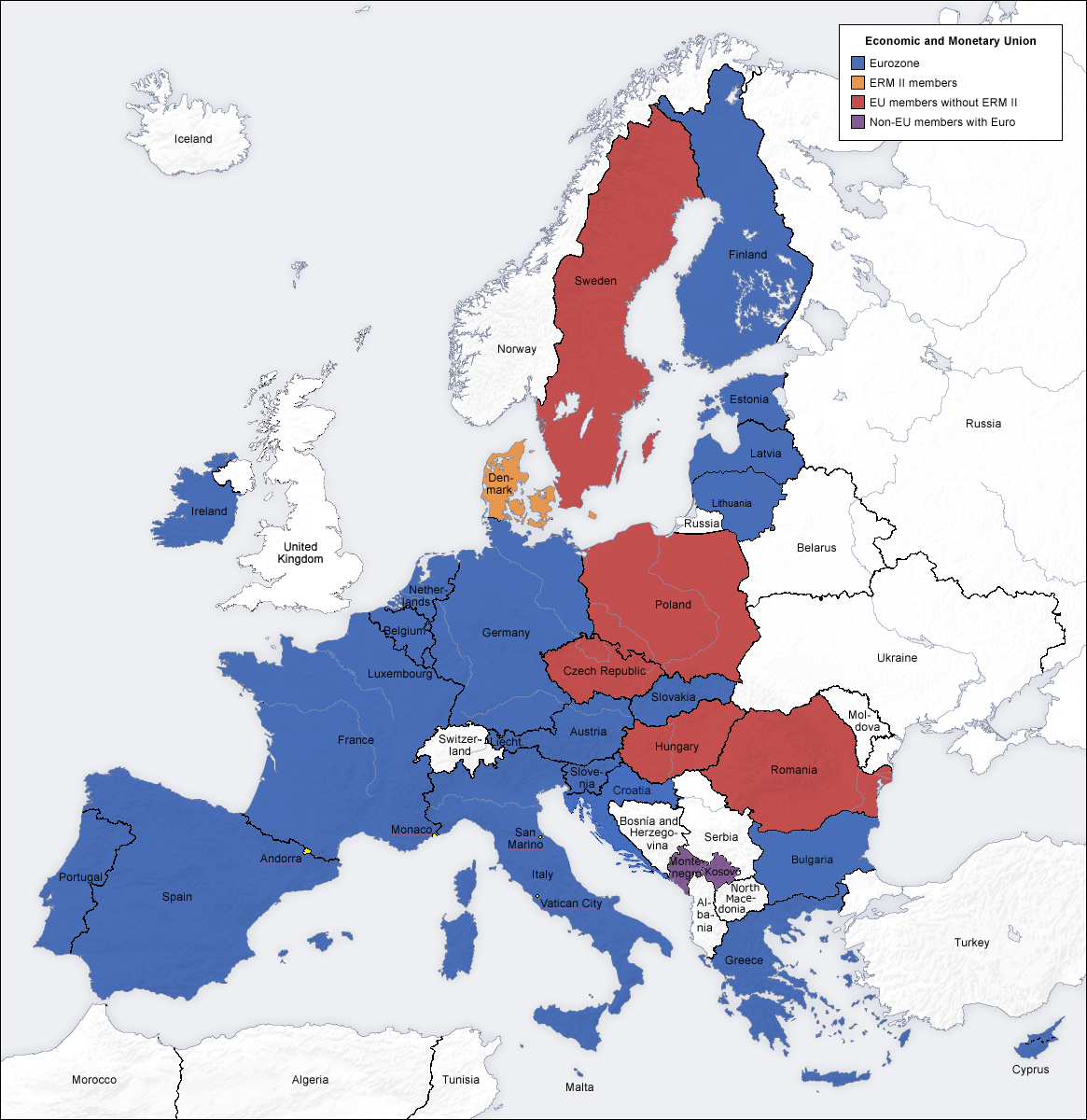
Європейський Союз та єврозона

Німецький уряд був рішучим прихильником розширення НАТО.
Німеччина однією з перших визнала Хорватію та Словенію незалежними державами, відкинувши концепцію Югославії як єдиного легітимного політичного порядку на Балканах (на відміну від інших європейських держав, які першими запропонували пробілградську політику). Саме тому сербська влада іноді називала «новий німецький імперіалізм» однією з головних причин розпаду Югославії.[джерело?] Німецькі війська беруть участь у багатонаціональних зусиллях з принесення «миру і стабільності» на Балкани.
- Репарації Югославії за Другу світову війну

Центральна Європа
Веймарський трикутник (Франція, Німеччина та Польща); Німеччина продовжує економічно активно впливати на країни Центральної Європи, а також активно підтримувати розвиток демократичних інститутів. У 2000-х роках Німеччина була, мабуть, центральним елементом Європейського Союзу (хоча в цьому зв'язку не можна не враховувати важливість Франції).
| Країна               | Примітки |
| -------------------- | --- |
| Албанія              | - Албанія має посольство в Берліні та генеральне консульство в Мюнхені. - Німеччина має посольство в Тирані. - Обидві країни є повноправними членами НАТО. - Албанія є кандидатом на вступ до ЄС, а Німеччина — членом ЄС. |
| Андорра              | - Андорра акредитована при посольстві Німеччини у Відні, Австрія. - Німеччина акредитована в Андоррі через своє посольство в Мадриді, Іспанія. |
| Австрія              | Відносини між ними тісні, оскільки країни мають міцні історичні та культурні зв'язки. - Австрія має посольство в Берліні та генеральне консульство в Мюнхені. - Німеччина має посольство у Відні. - Обидві країни є повноправними членами Європейського Союзу та Ради Європи. |
| Білорусь             | - Білорусь має посольство в Берліні та генеральне консульство в Мюнхені. - Німеччина має посольство в Мінську. |
| Бельгія              | - Бельгія має посольство в Берліні. - Німеччина має посольство в Брюсселі. - Обидві країни є повноправними членами Європейського Союзу та НАТО. |
| Боснія і Герцеґовина | Уряд Німеччини докладає постійних зусиль щодо мирного процесу після громадянської війни. - Боснія і Герцеговина має посольство в Берліні та генеральні консульства у Франкфурті, Мюнхені та Штутгарті. - Німеччина має посольство в Сараєво. |
| Болгарія             | Уряд Болгарії розглядає Німеччину як свого ключового стратегічного партнера в ЄС. - Болгарія має посольство в Берліні та генеральні консульства у Франкфурті та Мюнхені. - Німеччина має посольство в Софії. - Обидві країни є повноправними членами Європейського Союзу та НАТО. |
| Хорватія             | - У Німеччині проживає понад 200 000 хорватів. Історично склалося так, що Німеччина тісно співпрацює з Хорватією. - Хорватія має посольство в Берліні та генеральні консульства в Дюссельдорфі, Франкфурті, Гамбурзі, Мюнхені та Штутгарті, та почесні консульства в Дрездені та Майнці. - Німеччина має посольство в Загребі та почесне консульство в Осієку. - Обидві країни є повноправними членами Європейського Союзу та НАТО. |
| Кіпр                 | - У 2004 році було підписано угоду про взаємне визнання університетських дипломів, покликану полегшити кіпрським і німецьким студентам вступ до німецьких і кіпрських університетів. - Існує тісна і довірлива співпраця на урядовому рівні. Державний міністр Хойєр відвідав Кіпр 11 та 12 лютого 2010 року. Федеральний міністр закордонних справ Вестервелле зустрівся зі своїм кіпрським колегою Маркосом Кіпріану в Берліні 2 березня.[джерело?] - Кіпр має посольство в Берліні та генеральне консульство в Гамбурзі. - Німеччина має посольство в Нікосії. - Обидві країни є повноправними членами Європейського Союзу та Ради Європи. |
| Чехія                | Сьогодні вони мають 815 км спільного кордону. - Чехія має посольство в Берліні, генеральні консульства в Дрездені та Мюнхені, консульство в Дюссельдорфі та почесні консульства в Дортмунді, Франкфурті, Гамбурзі, Нюрнберзі та Ростоку. - Німеччина має посольство в Празі. - Обидві країни є повноправними членами Європейського Союзу та НАТО. |
| Данія                | - Данія має посольство в Берліні та три генеральних консульства у Фленсбурзі, Гамбурзі та Мюнхені. - Німеччина має посольство в Копенгагені. - Обидві країни є повноправними членами Європейського Союзу та НАТО. |
| Естонія              | - Естонія має посольство в Берліні. - Німеччина має посольство в Таллінні. - Обидві країни є повноправними членами Європейського Союзу та НАТО. |
| Фінляндія            | - Фінляндія має посольство в Берліні. - Німеччина має посольство в Гельсінкі. - Обидві країни є повноправними членами Європейського Союзу та НАТО. |
| Франція              | Будучи історичним ядром Європи та «подвійним двигуном європейської інтеграції», співпраця з Францією є одним із центральних елементів німецької зовнішньої політики. Єлисейський договір 1963 року заклав основу для співпраці, яка, поряд з європейським проектом, також неодноразово закликала до створення «Основного союзу» з максимальною інтеграцією. Останнім часом Франція та Німеччина є одними з найпалкіших прихильників подальшої інтеграції ЄС. Їх іноді називають «подвійним двигуном» або «основними країнами», які просувають рух вперед.[джерело?] - Франція має посольство в Берліні та генеральні консульства в Дюссельдорфі, Франкфурті, Гамбурзі, Мюнхені, Саарбрюккені, Сутгарті. - Німеччина має посольство в Парижі та генеральні консульства в Бордо, Ліоні, Марселі та Страсбурзі. - Обидві країни є повноправними членами Європейського Союзу та НАТО.                                                    |
| Греція               | - Перше грецьке посольство в Берліні було засноване в 1834 році, коли Берлін був столицею Королівства Пруссії.[джерело?] - Греція має посольство в Берліні та генеральні консульства в Дюссельдорфі, Франкфурті, Гамбурзі, Мюнхені, Штутгарті. - Німеччина має посольство в Афінах та генеральне консульство в Салоніках. - Обидві країни є повноправними членами Європейського Союзу та НАТО. |
| Грузія               | - Грузія має посольство в Берліні та генеральне консульство у Франкфурті. - Німеччина має посольство в Тбілісі. - Обидві країни є повноправними членами Ради Європи. - Грузія є кандидатом на вступ до ЄС, а Німеччина — членом ЄС. |
| Святий Престол       | - Святий Престол має Апостольську нунціатуру в Берліні. - Посольство Німеччини при Святому Престолі знаходиться в Римі. |
| Угорщина             | - Угорщина має посольство в Берліні, Генеральні консульства в Дюссельдорфі, Мюнхені та Штутгарті, почесне генеральне консульство в Бремергафені та почесні консульства в Дрездені, Ерфурті, Ессені, Франкфурті, Гамбурзі, Нюрнберзі та Шверіні. - Німеччина має посольство в Будапешті та почесне консульство в Печі. - Обидві країни є повноправними членами Європейського Союзу та НАТО. |
| Ісландія             | - Німецько-ісландські культурні відносини налічують понад тисячу років; вони мають спільне германське культурне підґрунтя.[джерело?] - Ісландія має посольство в Берліні та дев'ять почесних консульств у Бремені, Кельні, Куксгафені, Дюссельдорфі, Франкфурті, Гамбурзі, Мюнхені, Штутгарті та Варнемюнде. - Німеччина має посольство в Рейк'явіку та почесні консульства в Акурейрі та Сейфісфьоррюрі. - Обидві країни є повноправними членами НАТО. |
| Ірландія             | - Оскільки під час Другої світової війни Ірландія дотримувалася нейтралітету, вона мала змогу підтримувати дипломатичні відносини з Німеччиною протягом усієї війни. Тим не менш, щонайменше одне ірландське торгове судно було знищене німецьким підводним човном.[джерело?] - Ірландія має посольство в Берліні, генеральне консульство у Франкфурті та почесні консульства в Бергіш-Гладбаху, Гамбурзі, Мюнхені та Штутгарті. - Німеччина має посольство в Дубліні та почесне консульство в Голуеї. - Обидві країни є повноправними членами Європейського Союзу та Ради Європи. |
| Італія               | - Ці дві країни входили до складу Священної Римської імперії. - Італійські регіони Фріулі-Венеція-Джулія та Південний Тіроль були розташовані в межах Німецької конфедерації. - Відносини були встановлені після об'єднання Італії. - Вони підтримують дружні відносини і були членами Осі під час Другої світової війни, сформували союз під час Холодної війни (Західна Німеччина), і є повноправними членами Європейського Союзу та НАТО.[джерело?] - Італія має посольство в Берліні та генеральні консульства в Кельні, Франкфурті, Ганновері, Мюнхені та Сутгарті, консульства у Фрайбурзі та Дортмунді, а також консульське агентство у Вольфсбурзі. - Німеччина має посольство в Римі та генеральне консульство в Мілані. - Обидві країни є повноправними членами Європейського Союзу та НАТО. |
| Косово               | - Косово має посольство в Берліні, генеральні консульства в Дюссельдорфі, Франкфурті, Гамбурзі, Мюнхені та консульство в Штутгарті. - Німеччина має посольство в Приштині. - Німеччина є другим за величиною донором Косова після США. |
| Латвія               | - Дипломатичні відносини були вперше встановлені після здобуття Латвією незалежності від російського панування, згідно з угодою, підписаною в Берліні 15 липня 1920 року. Ці відносини тривали до захоплення Латвії Радянським Союзом у 1940 році.[джерело?] - Відносини були відновлені в 1991 році, після розпаду Радянського Союзу. - Латвія має посольство в Берліні та почесні консульства у Бремені, Дюссельдорфі, Франкфурті, Гамбурзі, Кюнцельзау, Мюнхені та Ростоку. - Німеччина має посольство в Ризі. - Обидві країни є повноправними членами Європейського Союзу та НАТО. |
| Ліхтенштейн          | - Ліхтенштейн має посольство в Берліні. - Німеччина акредитована в Ліхтенштейні через своє посольство в Берні, Швейцарія. |
| Литва                | - Литва має посольство в Берліні та почесні консульства в Дрездені, Ерфурті, Ессені, Кюнцельзау та Мюнхені. - Німеччина має посольство у Вільнюсі та почесне консульство в Клайпеді. - Обидві країни є повноправними членами Європейського Союзу та НАТО. |
| Люксембург           | - Люксембург має посольство в Берліні. - Німеччина має посольство в Люксембурзі. - Обидві країни є повноправними членами Європейського Союзу та НАТО. |
| Мальта               | - Мальта має посольство в Берліні. - Німеччина має посольство у Валлетті. - Обидві країни є повноправними членами Європейського Союзу та Ради Європи. |
| Молдова              | - Молдова має посольство в Берліні та генеральне консульство у Франкфурті. - Німеччина має посольство в Кишиневі. - Обидві країни є повноправними членами Ради Європи. - Німеччина є членом ЄС, а Молдова — кандидатом на вступ до ЄС. |
| Монако               | - Монако має посольство в Берліні. - Німеччина акредитована в Монако через своє посольство в Парижі, Франція. |
| Чорногорія           | - Чорногорія має посольство в Берліні та генеральне консульство у Франкфурті. - Німеччина має посольство в Подгориці. - Обидві країни є повноправними членами НАТО. - Німеччина є членом ЄС, а Чорногорія — кандидатом на вступ до ЄС. - Німецько-чорногорські відносини - Чорногорці в Німеччині |
| Нідерланди           | - Відносини були встановлені після об'єднання Німеччини в 1871 році. - Під час Першої світової війни німецька армія утрималася від нападу на Нідерланди, і таким чином відносини між двома державами були збережені. Після закінчення війни у 1918 році колишній кайзер Вільгельм II втік до Нідерландів, де жив до своєї смерті у 1941 році. - Німецька армія окупувала Нідерланди під час Другої світової війни і тримала країну під окупацією у 1940—1945 роках.[джерело?] - Нідерланди мають посольство в Берліні та генеральні консульства в Дюссельдорфі та Мюнхені. - Німеччина має посольство в Гаазі та генеральне консульство, яке одночасно є форпостом посольства в Амстердамі. - Обидві країни є повноправними членами Європейського Союзу та НАТО. |
| Північна Македонія   | - Північна Македонія має посольство в Берліні, посольський форпост у Бонні та генеральне консульство в Мюнхені. - Німеччина має посольство в Скоп'є. - Обидві країни є повноправними членами НАТО. - Німеччина є членом ЄС, а Північна Македонія — кандидатом на вступ до ЄС. |
| Норвегія             | - Норвегія має посольство в Берліні. - Німеччина має посольство в Осло. - Обидві країни є повноправними членами НАТО. |
| Польща               | Під час холодної війни комуністична Польща мала добрі стосунки зі Східною Німеччиною, але напружені відносини із Західною Німеччиною. Після падіння комунізму Польща і об'єднана Німеччина мали переважно позитивні, але час від часу напружені відносини через деякі політичні питання. Після розпаду Радянського Союзу Німеччина була прихильником участі Польщі в НАТО і Європейському Союзі. Польсько-німецький кордон має довжину 467 км. - Польща має посольство в Берліні та генеральні консульства в Кельні, Гамбурзі та Мюнхені. - Німеччина має посольство у Варшаві, генеральні консульства у Гданську, Кракові, Вроцлаві та консульство в Ополе, яке є форпостом генерального консульства у Вроцлаві. - Обидві країни є повноправними членами Європейського Союзу та НАТО. |
| Португалія           | - Португалія має посольство в Берліні, генеральні консульства в Дюссельдорфі, Гамбурзі, Штутгарті та аванпост генерального консульства Штутгарта в Хаттерсгаймі-на-Майні. - Німеччина має посольство в Лісабоні. - Обидві країни є повноправними членами Європейського Союзу та НАТО. |
| Румунія              | - Обидві країни мають — через колишню значну кількість німців Румунії — також культурні зв'язки.[джерело?] - Румунія має посольство в Берліні та генеральні консульства в Бонні, Мюнхені та Штутгарті. - Німеччина має посольство в Бухаресті та консульства в Сібіу і Тімішоарі. - Обидві країни є повноправними членами Європейського Союзу та НАТО. |
| Росія                | Німеччина намагається підтримувати зв'язок Росії з рештою західного світу. Майбутня мета — сприяти стабільній ліберальній демократії з ринковою економікою в Росії, яка є частиною західного світу.[джерело?] - Росія має посольство в Берліні. - Німеччина має посольство в Москві та генеральне консульство в Санкт-Петербурзі. |
| Сан-Марино           | - Сан-Марино представлено в Німеччині через Посла в Сан-Марино. - Німеччина представлена в Німеччині через посольство в Римі та генеральне консульство в Мілані. |
| Сербія               | - У Німеччині зареєстровано 505 000 осіб сербського походження. - Сьогодні німці Сербії становлять невелику меншину, але до Другої світової війни вони були найбільшою меншиною в Сербії.[джерело?] - Сербія має посольство в Берліні та генеральні консульства в Дюссельдорфі, Франкфурті, Гамбурзі, Мюнхені та Штутгарті. - Німеччина має посольство в Белграді. - Німеччина є членом ЄС, а Сербія — кандидатом на вступ до ЄС. - Серби в Німеччині - Сербсько-лужицькі відносини |
| Словаччина           | - Словаччина має посольство в Берліні, генеральне консульство в Мюнхені та почесні консульства в Бад-Гомбурзі, Гільдесгаймі, Лейпцигу, Штутгарті. - Німеччина має посольство в Братиславі та почесні консульства в Кошице та Жиліні. - Обидві країни є повноправними членами Європейського Союзу та НАТО. |
| Словенія             | - Словенія має посольство в Берліні та генеральне консульство в Мюнхені. - Німеччина має посольство в Любляні. - Обидві країни є повноправними членами Європейського Союзу та НАТО. |
| Мальтійський Орден   | - Дипломатичні відносини були встановлені 15 грудня 2017 року. - Суверенний Мальтійський військовий орден має посольство в Берліні. - Німеччина представлена в Суверенному Мальтійському військовому ордені через своє Посольство при Святому Престолі. |
| Іспанія              | - Іспанія має посольство в Берліні та генеральні консульства в Дюссельдорфі, Франкфурті, Гамбурзі, Мюнхені та Штутгарті. - Німеччина має посольство в Мадриді, генеральне консульство в Барселоні та консульства в Лас-Пальмасі, Малазі та Пальма-де-Майорці. - Обидві країни є повноправними членами Європейського Союзу та НАТО. |
| Швеція               | - Відносини були міцними у сфері культурного та економічного співробітництва.[джерело?] - Швеція має посольство в Берліні та 12 почесних консульств. - Німеччина має посольство в Стокгольмі та 8 почесних консульств. - Обидві країни є повноправними членами Європейського Союзу, НАТО та Ради Європи. |
| Швейцарія            | - Швейцарія має посольство в Берліні та генеральні консульства у Франкфурті, Мюнхені та Штутгарті. - Німеччина має посольство в Берні. |
| Україна              | - Україна має посольство в Берліні та генеральні консульства в Дюссельдорфі, Франкфурті, Гамбурзі та Мюнхені. - Німеччина має посольство в Києві та генеральне консульство в Дніпрі. - Обидві країни є повноправними членами Ради Європи. - Німеччина є членом ЄС, а Україна — кандидатом на вступ до ЄС. |
| Велика Британія      | - Сполучене Королівство має посольство в Берліні та генеральні консульства в Дюссельдорфі та Мюнхені. Сполучене Королівство також має почесні консульства в Бремені, Франкфурті, Гамбурзі, Ганновері, Кілі та Штутгарті. - Німеччина має посольство в Лондоні та генеральне консульство в Единбурзі. Німеччина також має почесні консульства в Абердині, Барроу-на-Гамбері, Белфасті, Брістолі, Кардіффі, Ковентрі, Дуврі, Глазго, Гамільтоні (Бермуди), Кіркволлі (Оркні), Лідсі, Лервіку (Шетланд), Ліверпулі, Ньюкаслі-на-Тайні, Плімуті, Саутгемптоні, Сент-Гелієрі (Джерсі), Сент-Пітер-Порті (Гернсі) та Тортолі (Британські Віргінські острови). - Обидві країни є повноправними членами НАТО. - У Німеччині зафіксовано найбільший обсяг прямих іноземних інвестицій, що пов'язано зі збільшенням кількості британських компаній, які створюють підприємства, щоб зберегти свою присутність в ЄС після Брекзиту у 2022 році. |

### Океанія
| Країна             | Примітки |
| ------------------ | --- |
| Австралія          | - Австралія має посольство в Берліні та генеральне консульство у Франкфурті. - Німеччина має посольство в Канберрі та генеральне консульство в Сіднеї.                                               |
| Фіджі              | - Фіджі представлені в Німеччині через посольство в Брюсселі. - Німеччина представлена на Фіджі через своє посольство в Новій Зеландії.                                                              |
| Кірибаті           | - Кірибаті має почесне консульство в Гамбурзі. - Німеччина представлена в Кірибаті через своє посольство в Новій Зеландії.                                                                           |
| Маршаллові острови | - Маршаллові Острови представлені в Німеччині через її постійне представництво в Організації Об'єднаних Націй. - Німеччина представлена на Маршаллових островах через своє посольство на Філіппінах. |
| Мікронезія         | - Мікронезія представлена в Німеччині через посольство в США. - Німеччина представлена в Німеччині через посольство на Філіппінах.                                                                   |
| Науру              | - Науру представлена в Німеччині через її Генеральне консульство в Австралії. - Німеччина представлена в Науру через своє посольство в Австралії.                                                    |
| Нова Зеландія      | - Нова Зеландія має посольство в Берліні та генеральне консульство в Гамбурзі. - Німеччина має посольство у Веллінгтоні.                                                                             |
| Палау              | - Палау представлена в Німеччині через посольство в США. - Німеччина представлена в Палау через посольство на Філіппінах.                                                                            |
| Папуа-Нова Гвінея  | - Папуа-Нова Гвінея акредитована в Німеччині при посольстві в Брюсселі, Бельгія. - Німеччина акредитована в Папуа-Новій Гвінеї через своє посольство в Канберрі, Австралія.                          |
| Самоа              | - Самоа акредитоване в Німеччині при її посольстві в Брюсселі, Бельгія. - Німеччина акредитована в Самоа через своє посольство у Веллінгтоні, Нова Зеландія.                                         |
| Соломонові острови | - Соломонові Острови представлені в Німеччині через посольство в Бельгії. - Німеччина представлена на Соломонових Островах через посольство в Австралії.                                             |
| Тонга              | - Тонга акредитована в Німеччині при її посольстві в Лондоні, Велика Британія. - Німеччина акредитована в Тонга в своєму посольстві у Веллінгтоні, Нова Зеландія.                                    |
| Тувалу             | - Тувалу представлена в Німеччині через посольство в Бельгії. - Німеччина представлена в Тувалу через посольство в Новій Зеландії.                                                                   |
| Вануату            | - Вануату представлена в Німеччині через посольство в Бельгії. - Німеччина представлена у Вануату через посольство в Австралії.                                                                      |

## Виноски/Література
1. ↑  Internationale Organisationen (нім.), 23 травня 2022
2. ↑  Foreign policy topics (англ.)
3. ↑  «Институт Европы РАН» [Архівовано 2015-10-03 у Wayback Machine.] (PDF). 2015-10-03 tarixində arxivləşdirilib (PDF). İstifadə tarixi: 2015-06-01.
4. 1 2  , Erhard Cziomer, "Główne interesy i cele polityki zagranicznej zjednoczonych Niemiec"
5. 1 2  , Centrum Studiów Niemieckich i Europejskich im. Willy’ego Brandta Uniwersytetu Wrocławskiego, "Polityka zagraniczna zjednoczonych Niemiec:kontynuacja czy zmiana?"
6. ↑  a і b Елізабет Дю Рео, Ідея Європи в 20 столітті: від міфів до реальності, с. 64, Комплекси, 2001, (ISBN 2870278829)
7. ↑  a b c і d Мішель Юде, Сучасна та сучасна Німеччина, Encyclopædia Universalis, DVD, 2007.
8. ↑   ↑ Філіп Моро Дефарж, Міжнародні відносини, Том 1: Регіональні питання, Сеуїл, 1993, очерт. лютий 2003 р., стор. 112.
9. ↑  ↑ «Colonial alliances [архів ]», на rts.ch (консультації на 22 лютого 2016 року)
10. ↑   ↑ Майкл Мертес, Клер Скальмовскі, «Німецькі питання в 20-МУ столітті: ідентичність, демократія, європейський баланс», Foreign Policies, 2000, № 4-5, с. 801.
11. ↑   b і c П'єр Мільза, Міжнародні відносини з 1871 по 1914 рік, Інститут міжнародних досліджень, Женева, 2004—2005 роки.
12. ↑  ↑ Louis Dupeux, стаття Альфред фон Тірпіц, Encyclopædia Universalis, DVD, 2007.
13. ↑  ↑ Раймонд Пойдевін, Німеччина від Вільгельма II до Гінденбурга 1900—1933, Париж, 1972, стор. 207.
14. ↑  ↑ Фредерік Ле Моаль, Франція та Італія на Балканах, 1914—1919 — Адріатична суперечка, Париж, 2006, стор. 176.
15. ↑  ↑ Томаш Гарріг Масарик / Ален Субігу, Нова Європа, Париж, 2002, стор. 40.
16. ↑  ↑ (in) Ллойд Е. Амброзіус, op. цит., стор. 28-29
17. ↑  ↑ Раймонд Пойдевін, op. цит. , стор. 207—208.
18. ↑  ↑ П'єр Меландрі / Серж Рікар, Сполучені Штати перед революціями, від Французької революції до перемоги Мао в Китаї, Париж, 2003, стор. 19.
19. ↑  ↑ Раймонд Пойдевін, op. цит., стор. 218.
20. ↑  ↑ (з) Ulrich Heinemann, Die verdrängte Niederlage, Göttingen, 1983, p. 173.
21. ↑  ↑ Філіп Моро Дефарж, с. 22.
22. ↑  Feld, Werner (2012). Reunification and West German-Soviet Relations: The Role of the Reunification Issue in the Foreign Policy of the Federal Republic of Germany, 1949–1957, with Special Attention to Policy Toward the Soviet Union. The Hague: Martinus Nijhoff. ISBN 9789401194082.
23. ↑  ↑ Хронологія німецьких репарацій після Першої світової війни [архів], перегляд 13 червня 2008 р.
24. ↑  ↑ Альфред Вал, стор. 60.
25. ↑  ↑ Альфред Вал, стор. 61.
26. ↑  ↑ Альфред Вал, стор. 34.
27. ↑  ↑ Альфред Вал, стор. 44-45 .
28. ↑  ↑P. Gay, The Suicide of a Republic, Calman-Lévy, 1993
29. ↑  «Perkara 115 — Hal ehwal kecemasan (pertahanan)» [Архівовано 2008-06-25 у Wayback Machine.] (PDF). Hukum Asas Republik Persekutuan Jerman (GG) (dalam bahasa Inggeris). Bundestag. Dicapai pada 2008-09-11.
30. ↑  «Jumlah Tentera bertugas di luar negara» (dalam bahasa Jerman). Bundeswehr. 4 September 2008. Dicapai pada 2008-09-11.
31. ↑  Hans M. Kristensen (Februari 2005). Senjata nuklear AS di Eropah: Kajian semula dasar pasca-Perang Dingin, tahap tentera dan perancangan perang (PDF). Majlis Pertahanan Sumber Asli (NDRC). m/s. ms. 9. Dicapai pada 2008-09-11.
32. ↑  Латков А. С. ФРГ и расширение Евросоюза на Балканах // Научно-аналитический журнал Обозреватель — Observer. — 2014. — № 9 (296). — С. 46
33. ↑  «Tujuan dasar pembangunan Jerman» [Архівовано 2011-03-10 у Wayback Machine.]. BMZ. Dicapai pada 2008-09-11.
34. ↑  «Архивированная копия» (PDF). 2022-04-17 tarixində arxivləşdirilib (PDF). İstifadə tarixi: 2022-06-16.
35. ↑  France and Germany Unite Against Iraq War. The Guardian. 22 січня 2003. Процитовано 7 березня 2017.
36. ↑  Archived copy (PDF). Архів оригіналу (PDF) за 24 лютого 2007. Процитовано 15 лютого 2007.{{cite web}}:  Обслуговування CS1: Сторінки з текстом «archived copy» як значення параметру title (посилання)
37. ↑  Afghan News Network. Afghannews.net. Процитовано 31 грудня 2010.
38. ↑  Search – Global Edition – The New York Times. International Herald Tribune. 29 березня 2009. Процитовано 31 грудня 2010.
39. ↑  «Pengisytiharan oleh Majlis Keselamatan dan Pertahanan Perancis-Jerman». 13 Mei 2001. Dicapai pada 2008-09-11.
40. ↑  Länder (нім.). Процитовано 23 липня 2023.
41. ↑  Scholler, Heinrich (2007). 100 Jahre deutsch-äthiopische diplomatische Beziehungen: von der traditionellen Monarchie zum modernen Staat. LIT Verlag Münster. с. 28.
42. ↑  Völkerrechtliche Praxis der Bundesrepublik. Deutschland im Jahre 1980 (PDF) (нім.). с. 538.
43. ↑  Establishment of diplomatic relations with the Federal Republic of Germany. 19 грудня 2017. Процитовано 23 липня 2023.
44. ↑  ↑ Альфред Вал, стор. 75.
45. ↑  ↑Альфред Вал, стор. 80
46. ↑  ↑ Альфред Вал, стор. 85.
47. ↑  ↑ Майкл Мертес, Клер Скальмовскі, с. 803, 804.
48. ↑  ↑ Альфред Вал, стор. 97
49. ↑  ↑ Альфред Вал, стор. 116—117.
50. ↑   ↑ Альфред Вал, стор. 118.
51. ↑   ↑a b і c ushmm, Німецька зовнішня політика 1933—1945, енциклопедія Шоа [ архів ], доступ 4 листопада 2007.
52. ↑  ↑ Альфред Вал, стор. 147.
53. ↑  ↑ Катажина Королько, «Німеччина — Польща: складне сусідство [ архів ]», на www.taurillon.org/ (консультації 15 листопада 2020 р)
54. ↑  ↑a і b Альфред Вал, с. 151.
55. ↑  ↑a b c d і e ushmm, Німецька експансія під час війни, енциклопедія Шоа [ архів ], доступ 5 листопада 2007 р.
56. ↑  ↑ Anaïs Kien, " In Poland, the Accounts of the Second World War still be settle [ архів ] ", на www.franceculture.fr (консультації 15 листопада 2020 р).
57. ↑  ↑a і b ushmm, Версальський договір, енциклопедія Шоа [архів], ознайомлено 3 листопада 2007 р.
58. ↑  ↑ Альфред Вал, стор. 118—119.
59. ↑  a і b Альфред Вал, с. 144.
60. ↑  ↑a b і c Паскаль Маршан, «Німеччина проти Росії. Проти цього?», Конфлікти, № 8, січень-березень 2016, с. 68-69 .
61. ↑  , Mieczysław Stolarczyk, "Rosja w polityce Polski i Niemiec na przełomie pierwszej i drugiej dekady XXI wieku Zakres zbieżności i różnicy stanowisk"
62. ↑  , Justyna Gotkowska, "Berlin wobec groźby wojny. Niemiecka polityka i jej uwarunkowania"
63. ↑  W poszukiwaniu straconego czasu. Niemcy w erze Zeitenwende (PDF), 12 вересня 2023
64. ↑  Niemcy. Prezydent Steinmeier: popełniłem błędy w kontaktach z Rosją i Putinem
65. ↑  Raport OSW. Rosyjska emigracja polityczna nowej fali w Niemczech
66. ↑  ↑ Сесіль Калла, Німеччина та Ізраїль зміцнюють свої економічні та політичні зв'язки, Le Monde, 16 березня 2008 р.
67. ↑  ↑a b і c ushmm, німецька експансія перед війною, енциклопедія Шоа [архів], доступ 5 листопада 2007 р.
68. ↑  ↑ Альфред Вал, стор. 146.
69. ↑  ↑ Ганс-Дітер Хойманн, Логіка німецької зовнішньої політики, Cerfa Note No. 1, грудень 2004 р. Ганс-Дітер Хойманн є міністром з політичних справ у посольстві Німеччини в Парижі.
70. ↑  «Nota latar belakang: Jerman — Hubungan AS-Jerman» (dalam bahasa Inggeris). Jabatan Negara AS. Januari 2008. Dicapai pada 2008-09-11.
71. 1 2  Panjat ke:a b Kedutaan AS Berlin (Mei 2006). Helaian Fakta: Hubungan Ekonomi AS-Jerman (PDF) (dalam bahasa Inggeris). Diarkibkan daripada yang asal (PDF) pada 2011-05-11. Dicapai pada 2008-09-11.
72. ↑  «Jerman masih paling kerap dilaporkan sebagai keturunan» (dalam bahasa Inggeris). Biro Bancian AS. 30 Jun 2004. Dicapai pada 2008-09-11.
73. ↑  «Kaiserslautern, Jerman» [Архівовано 2011-12-18 у Wayback Machine.] (dalam bahasa Inggeris). Tentera AS. Dicapai pada 2008-09-11.
74. 1 2  Z nadziejami na zmianę – RFN wobec USA po zwycięstwie Joe Bidena
75. ↑  , Justyna Gotkowska, "Niemiecko-amerykańskie spory o bezpieczeństwo Konsekwencje dla wschodniej flanki"
76. ↑  , Lidia Gibadło, Sebastian Płóciennik, "Zatarty „silnik Europy”. Relacje francusko-niemieckie w czasach multikryzysu"
77. ↑  Hegemonia Niemiec w ponowoczesnej Europie (PDF)
78. ↑  , Anna Paterek, "Polityka europejska Niemiec. Debata wokół reformy i poszerzenia Unii Europejskiej"
79. ↑  Bez przełomu: praskie przemówienie Scholza o reformach UE
80. ↑  Pierwsza narodowa strategia bezpieczeństwa Niemiec: minimalny konsensus
81. ↑  Współpraca i zagrożenie – Chiny w polityce Niemiec
82. ↑  ↑ Альфред Вал, стор. 153
83. ↑  ↑ Альфред Вал, стор. 156.3
84. ↑  ↑ Людвіг Нітхаммер, німецька армія бере командування військами швидкого втручання на півночі Афганістану [ архів ] , 11 липня 2008 р., доступ 29 грудня 2008 р.
85. ↑  ↑ Альфред Вал, стор. 157.
86. ↑  ↑ Альфред Вал, стор. 161.
87. ↑  ↑ Німеччини в біполярному світі 1945—1991 рр., конференція Пауля Пастера, викладача Руанського університету, 28 березня 2000 р.
88. ↑   ↑ Німеччини в біполярному світі 1945—1991 рр., конференція Пауля Пастера, викладача Руанського університету , 28 березня 2000 р.
89. ↑   ↑a і b Штефан Майр, «Фокус на Африці: зміна політики [архів]», на Magazine-deutschland.de (доступ 12 червня 2008 року) .
90. ↑   a і b Майкл Мертес, Клер Скальмовскі, с. 808.
91. ↑  ↑ Le Figaro з AFP, «Берлін висилає посла Чаду після вигнання його посла з Чаду [ архів ]», на Le Figaro (консультації 11 квітня 2023 р)
92. ↑  Auswärtiges Amt – Algerien. Auswärtiges Amt (нім.). 22 березня 2019. Процитовано 24 березня 2019.
93. ↑  Auswärtiges Amt – Angola. Auswärtiges Amt (нім.). 20 лютого 2019. Процитовано 24 березня 2019.
94. ↑  Auswärtiges Amt – Botswana. Auswärtiges Amt (нім.). Процитовано 24 березня 2019.
95. ↑  Auswärtiges Amt – Burundi. Auswärtiges Amt (нім.). Процитовано 24 березня 2019.
96. ↑  Auswärtiges Amt – Cabo Verde. Auswärtiges Amt (нім.). Процитовано 24 березня 2019.
97. ↑  Auswärtiges Amt – Kamerun. Auswärtiges Amt (нім.). Процитовано 24 березня 2019.
98. ↑  Auswärtiges Amt – Zentralafrikanische Republik. Auswärtiges Amt (нім.). Процитовано 24 березня 2019.
99. ↑  Auswärtiges Amt – Tschad. Auswärtiges Amt (нім.). Процитовано 24 березня 2019.
100. ↑  Auswärtiges Amt – Komoren. Auswärtiges Amt (нім.). Процитовано 24 березня 2019.
101. ↑  Auswärtiges Amt – Kongo (Demokratische Republik Kongo). Auswärtiges Amt (нім.). Процитовано 24 березня 2019.
102. ↑  Auswärtiges Amt – Kongo (Republik Kongo). Auswärtiges Amt (нім.). Процитовано 24 березня 2019.
103. ↑  Auswärtiges Amt – Ägypten. Auswärtiges Amt (нім.). Процитовано 24 березня 2019.
104. ↑  Vertretungen Eritreas in Deutschland. Auswärtiges Amt (нім.). Процитовано 17 грудня 2022.
105. ↑  Auswärtiges Amt – Äthiopien. Auswärtiges Amt (нім.). Процитовано 24 березня 2019.
106. ↑  Auswärtiges Amt – Gabun. Auswärtiges Amt (нім.). Процитовано 25 березня 2019.
107. ↑  Auswärtiges Amt – Ghana. Auswärtiges Amt (нім.). Процитовано 24 березня 2019.
108. ↑  Auswärtiges Amt – Kenia. Auswärtiges Amt (нім.). Процитовано 24 березня 2019.
109. ↑  Auswärtiges Amt – Liberia. Auswärtiges Amt (нім.). Процитовано 24 серпня 2022.
110. ↑  Speech by Foreign Minister Heiko Maas at the re-opening of the German Embassy Tripoli.
111. ↑  Auswärtiges Amt – Madagaskar. Auswärtiges Amt (нім.). Процитовано 24 березня 2019.
112. ↑  Auswärtiges Amt – Mali. Auswärtiges Amt (нім.). Процитовано 24 березня 2019.
113. ↑  Mechthild Lindemann, Michael Mayer (2013). Akten zur Auswärtigen Politik der Bundesrepublik Deutschland 1962 (нім.). Walter de Gruyter. с. 676—677. ISBN 978-3-486-71830-0. Процитовано 23 липня 2023.
114. ↑  Auswärtiges Amt – Mauretanien. Auswärtiges Amt (нім.). Процитовано 24 березня 2019.
115. ↑  Auswärtiges Amt – Marokko. Auswärtiges Amt (нім.). Процитовано 24 березня 2019.
116. ↑  Auswärtiges Amt – Namibia. Auswärtiges Amt (нім.). Процитовано 24 березня 2019.
117. ↑  Auswärtiges Amt – Niger. Auswärtiges Amt (нім.). Процитовано 24 березня 2019.
118. ↑  Auswärtiges Amt – Nigeria. Auswärtiges Amt (нім.). Процитовано 24 березня 2019.
119. ↑  Auswärtiges Amt – Ruanda. Auswärtiges Amt (нім.). Процитовано 24 березня 2019.
120. ↑  Auswärtiges Amt – Sao Tome and Principe. Auswärtiges Amt (нім.). Процитовано 25 березня 2019.
121. ↑  Auswärtiges Amt – Senegal. Auswärtiges Amt (нім.). Процитовано 25 березня 2019.
122. ↑  Auswärtiges Amt – Sierra Leone. Auswärtiges Amt (нім.). Процитовано 25 березня 2019.
123. ↑  Auswärtiges Amt – Somalia. Auswärtiges Amt (нім.). Процитовано 25 березня 2019.
124. ↑  Auswärtiges Amt – Südafrika. Auswärtiges Amt (нім.). Процитовано 25 березня 2019.
125. ↑  Auswärtiges Amt – Südsudan. Auswärtiges Amt (нім.). Процитовано 25 березня 2019.
126. ↑  Auswärtiges Amt – Tansania. Auswärtiges Amt (нім.). Процитовано 25 березня 2019.
127. ↑  Auswärtiges Amt – Togo. Auswärtiges Amt (нім.). Процитовано 25 березня 2019.
128. ↑  Auswärtiges Amt – Tunesien. Auswärtiges Amt (нім.). Процитовано 5 липня 2022.
129. ↑  Auswärtiges Amt – Uganda. Auswärtiges Amt (нім.). Процитовано 24 березня 2019.
130. ↑  Auswärtiges Amt – Sambia. Auswärtiges Amt (нім.). Процитовано 24 березня 2019.
131. ↑  Auswärtiges Amt – Simbabwe. Auswärtiges Amt (нім.). Процитовано 25 березня 2019.
132. ↑  Auswärtiges Amt – Antigua und Barbuda. Auswärtiges Amt (нім.). Процитовано 25 березня 2019.
133. ↑  Embajada de la República Argentina en República Federal de Alemania. Процитовано 20 лютого 2015.
134. ↑  Auswärtiges Amt – Argentinien. Auswärtiges Amt (нім.). Процитовано 5 липня 2022.
135. ↑  Embajada de Alemania Buenos Aires – Página principal. Процитовано 20 лютого 2015.
136. ↑  Auswärtiges Amt – Bahamas. Auswärtiges Amt (нім.). Процитовано 25 березня 2019.
137. ↑  Auswärtiges Amt – Barbados. Auswärtiges Amt (нім.). Процитовано 25 березня 2019.
138. 1 2  Auswärtiges Amt – Belize. Auswärtiges Amt (нім.). Процитовано 25 березня 2019.
139. ↑  Embajada de Alemania Guatemala – General Information for BELIZE. guatemala.diplo.de. Архів оригіналу за 21 грудня 2016. Процитовано 5 квітня 2018.
140. ↑  Germany and Bolivia – Protocol for the Resumption of diplomatic relations, signed at La Paz, July 20, 1921 [1922] LNTSer 76; 10 LNTS 301. worldlii.org. Процитовано 11 листопада 2015.
141. ↑  Text in League of Nations Treaty Series, vol. 10, pp. 302—303.
142. ↑  Auswärtiges Amt – Bolivien. Auswärtiges Amt (нім.). Процитовано 25 березня 2019.
143. ↑  Embassy of Brazil in Berlin (in German and Portuguese)
144. ↑  Representações da República Federal da Alemanha no Brasil – Página Inicial. Процитовано 20 лютого 2015.
145. 1 2  Auswärtiges Amt – Kanada. Auswärtiges Amt (нім.). Процитовано 25 березня 2019.
146. ↑  Consulados en Alemania. echile.de. Процитовано 6 грудня 2018.
147. 1 2  Auswärtiges Amt – Chile. Auswärtiges Amt (нім.). Процитовано 25 березня 2019.
148. ↑  Auswärtiges Amt – Kolumbien. Auswärtiges Amt (нім.). Процитовано 25 березня 2019.
149. ↑  Auswärtiges Amt – Costa Rica. Auswärtiges Amt (нім.). Процитовано 25 березня 2019.
150. ↑  Auswärtiges Amt – Kuba. Auswärtiges Amt (нім.). Процитовано 25 березня 2019.
151. ↑  Auswärtiges Amt – Dominica. Auswärtiges Amt (нім.). Процитовано 25 березня 2019.
152. ↑  Auswärtiges Amt – Dominikanische Republik. Auswärtiges Amt (нім.). Процитовано 25 березня 2019.
153. ↑  Auswärtiges Amt – Ecuador. Auswärtiges Amt (нім.). Процитовано 25 березня 2019.
154. ↑  Auswärtiges Amt – El Salvador. Auswärtiges Amt (нім.). Процитовано 25 березня 2019.
155. ↑  Auswärtiges Amt – Grenada. Auswärtiges Amt (нім.). Процитовано 25 березня 2019.
156. ↑  Auswärtiges Amt – Guatemala. Auswärtiges Amt (нім.). Процитовано 25 березня 2019.
157. ↑  Auswärtiges Amt – Guyana. Auswärtiges Amt (нім.). Процитовано 25 березня 2019.
158. ↑  Auswärtiges Amt – Haiti. Auswärtiges Amt (нім.). Процитовано 25 березня 2019.
159. ↑  Auswärtiges Amt – Honduras. Auswärtiges Amt (нім.). Процитовано 25 березня 2019.
160. ↑  Auswärtiges Amt – Jamaika. Auswärtiges Amt (нім.). Процитовано 25 березня 2019.
161. ↑  Embajada Alemana Ciudad de México – Página principal. Процитовано 20 лютого 2015.
162. ↑  Auswärtiges Amt – Nicaragua. Auswärtiges Amt (нім.). Процитовано 25 березня 2019.
163. 1 2  Auswärtiges Amt – Panama. Auswärtiges Amt (нім.). Процитовано 25 березня 2019.
164. ↑  Germany embassy in Asuncion (in German and Spanish only) (ісп.). Asuncion.diplo.de. Архів оригіналу за 26 червня 2009. Процитовано 31 грудня 2010.
165. ↑  Auswärtiges Amt – Paraguay. Auswärtiges Amt (нім.). Процитовано 25 березня 2019.
166. ↑  Auswärtiges Amt – Peru. Auswärtiges Amt (нім.). Процитовано 25 березня 2019.
167. ↑  Auswärtiges Amt – St. Kitts und Nevis. Auswärtiges Amt (нім.). Процитовано 25 березня 2019.
168. ↑  Amt, Auswärtiges. Auswärtiges Amt. Auswärtiges Amt (нім.). Процитовано 25 березня 2019.
169. ↑  Auswärtiges Amt – St. Vincent und die Grenadinen. Auswärtiges Amt (нім.). Процитовано 25 березня 2019.
170. ↑  Auswärtiges Amt – Suriname. Auswärtiges Amt (нім.). Процитовано 25 березня 2019.
171. ↑  Auswärtiges Amt – Trinidad und Tobago. Auswärtiges Amt (нім.). Процитовано 25 березня 2019.
172. ↑  Auswärtiges Amt – USA. Auswärtiges Amt (нім.). Процитовано 25 березня 2019.
173. ↑  German Missions in the United States: German Embassy. Процитовано 20 лютого 2015.
174. ↑  Auswärtiges Amt – Uruguay. Auswärtiges Amt (нім.). Процитовано 25 березня 2019.
175. ↑  Auswärtiges Amt – Venezuela. Auswärtiges Amt (нім.). Процитовано 25 березня 2019.
176. ↑  Amin Saikal, Ravan Farhadi, Kirill Nourzhanov. Modern Afghanistan: a history of struggle and survival. I.B.Tauris, 2006. ISBN 1-84511-316-0, ISBN 978-1-84511-316-2. Pg 64
177. 1 2  Auswärtiges Amt – Afghanistan. Auswärtiges Amt (нім.). Процитовано 26 березня 2019.
178. ↑  Tom Lansford. A bitter harvest: US foreign policy and Afghanistan. Ashgate Publishing, Ltd., 2003 ISBN 0-7546-3615-1, ISBN 978-0-7546-3615-1. Pg 2
179. ↑  Armenian, German leaders discuss bilateral relations [Архівовано 31 травня 2011 у Wayback Machine.] from Mediamax news agency, Yerevan, archived on US Embassy site
180. 1 2  Auswärtiges Amt – Armenien. Auswärtiges Amt (нім.). Процитовано 26 березня 2019.
181. ↑  Azerbaijani embassy in Berlin. Azembassy.de. Процитовано 31 грудня 2010.
182. ↑  Auswärtiges Amt – Aserbaidschan. Auswärtiges Amt (нім.). Процитовано 26 березня 2019.
183. ↑  Auswärtiges Amt – Bahrain. Auswärtiges Amt (нім.). Процитовано 26 березня 2019.
184. ↑  E. Germany Recognizes Bangladesh. Ocala Star-Banner. Ocala, Florida, USA. Associated Press. 11 січня 1972.
185. ↑  Auswärtiges Amt – Bangladesch. Auswärtiges Amt (нім.). Процитовано 26 березня 2019.
186. ↑  Amt, Auswärtiges. Germany and Bhutan: Bilateral Relations. German Federal Foreign Office (англ.). Процитовано 18 серпня 2021.
187. ↑  Auswärtiges Amt – Brunei Darussalam. Auswärtiges Amt (нім.). Процитовано 26 березня 2019.
188. ↑  Brunei-Germany Relations. Ministry of Foreign Affairs and Trade (Brunei). Архів оригіналу за 22 лютого 2014. Процитовано 14 лютого 2014.
189. ↑  Auswärtiges Amt – Kambodscha. Auswärtiges Amt (нім.). Процитовано 26 березня 2019.
190. ↑  Which Countries Are For or Against China's Xinjiang Policies?. The Diplomat. 15 липня 2019.
191. ↑  More than 20 ambassadors condemn China's treatment of Uighurs in Xinjiang. The Guardian. 11 липня 2019.
192. ↑  Auswärtiges Amt – China. Auswärtiges Amt (нім.). Процитовано 26 березня 2019.
193. ↑  Auswärtiges Amt – Hong Kong. Auswärtiges Amt (нім.). Процитовано 26 березня 2019.
194. ↑  What is India?. Meghalayatimes.info. 21 вересня 2009. Процитовано 21 листопада 2009.
195. ↑  Welcome to Embassy of India, Berlin – Germany. indianembassy.de. Архів оригіналу за 6 жовтня 2016. Процитовано 4 жовтня 2016.
196. ↑  Welcome to Consulate General of India, Frankfurt, Germany. cgifrankfurt.de. Процитовано 4 жовтня 2016.
197. ↑  Welcome to Consulate General of India, Munich(Germany). cgimunich.com. Процитовано 4 жовтня 2016.
198. ↑  Welcome to Consulate General of India, Hamburg (Germany). cgihamburg.de. Архів оригіналу за 29 вересня 2016. Процитовано 4 жовтня 2016.
199. ↑  German Missions in India – Home. india.diplo.de. Архів оригіналу за 20 травня 2015. Процитовано 4 жовтня 2016.
200. ↑  German Missions in India – The Embassy. india.diplo.de. Архів оригіналу за 10 травня 2015. Процитовано 4 жовтня 2016.
201. ↑  German Missions in India – Bengaluru Consulate General. india.diplo.de. Архів оригіналу за 16 червня 2012. Процитовано 4 жовтня 2016.
202. ↑  German Missions in India – Chennai Consulate General. india.diplo.de. Архів оригіналу за 10 травня 2015. Процитовано 4 жовтня 2016.
203. ↑  German Missions in India – Kolkata Consulate General. india.diplo.de. Архів оригіналу за 10 травня 2015. Процитовано 4 жовтня 2016.
204. ↑  German Missions in India – Mumbai Consulate General. india.diplo.de. Архів оригіналу за 4 травня 2015. Процитовано 4 жовтня 2016.
205. ↑  Indonesia, Political relations. Federal Foreign Office of Germany. March 2013. Процитовано 2 червня 2013.
206. ↑  Auswärtiges Amt – Indonesien. Auswärtiges Amt (нім.). Процитовано 26 березня 2019.
207. ↑  Auswärtiges Amt – Iran. Auswärtiges Amt (нім.). Процитовано 26 березня 2019.
208. ↑  Auswärtiges Amt – Irak. Auswärtiges Amt (нім.). Процитовано 26 березня 2019.
209. ↑  Israel's foreign relations. The Israel-German special relationship [Архівовано 28 вересня 2007 у Wayback Machine.], Britain Israel Communications and Research Centre (BICOM), 23 November 2005. Retrieved 18 August 2006.
210. ↑  German Embassy. Background Papers. Germany and Israel. Germany.info. 3 жовтня 1990. Архів оригіналу за 27 вересня 2007. Процитовано 31 грудня 2010.
211. ↑  Auswärtiges Amt – Israel. Auswärtiges Amt (нім.). Процитовано 26 березня 2019.
212. ↑  Japanese–German Cooperation and Coordination in the Assistance for Reconstruction of Iraq. Ministry of Foreign Affairs of Japan. 9 листопада 2004. Процитовано 24 листопада 2008.
213. ↑  Japanese–German Cooperation and Coordination in the Assistance for Reconstruction of Afghanistan. Ministry of Foreign Affairs of Japan. 9 листопада 2004. Процитовано 24 листопада 2008.
214. ↑  Japanese–German Economic Exchanges. Ministry of Foreign Affairs of Japan. 9 листопада 2004. Процитовано 24 листопада 2008.
215. ↑  Japanese German Youth / Sports Exchange. Ministry of Foreign Affairs of Japan. 9 листопада 2004. Процитовано 24 листопада 2008.
216. ↑  Japanese–German Science, Technology and Academic Cooperation and Exchanges. Ministry of Foreign Affairs of Japan. 9 листопада 2004. Процитовано 24 листопада 2008.
217. ↑  Economic relations. Federal Foreign Office Germany. April 2008. Процитовано 24 листопада 2008.
218. ↑  Auswärtiges Amt – Japan. Auswärtiges Amt (нім.). Процитовано 26 березня 2019.
219. ↑  Auswärtiges Amt – Jordanien. Auswärtiges Amt (нім.). Процитовано 31 січня 2023.
220. ↑  Kazakhstan embassy in Berlin.
221. 1 2  Auswärtiges Amt – Kasachstan. Auswärtiges Amt (нім.). Процитовано 5 липня 2022.
222. ↑  Auswärtiges Amt – Kuwait. Auswärtiges Amt (нім.). Процитовано 26 березня 2019.
223. ↑  Auswärtiges Amt – Kirgisistan. Auswärtiges Amt (нім.). Процитовано 26 березня 2019.
224. ↑  Auswärtiges Amt – Laos. Auswärtiges Amt (нім.). Процитовано 26 березня 2019.
225. ↑  Auswärtiges Amt – Libanon. Auswärtiges Amt (нім.). Процитовано 26 березня 2019.
226. ↑  Auswärtiges Amt – Malaysia. Auswärtiges Amt (нім.). Процитовано 26 березня 2019.
227. ↑  Auswärtiges Amt – Malediven. Auswärtiges Amt (нім.). Процитовано 26 березня 2019.
228. ↑  Auswärtiges Amt – Mongolei. Auswärtiges Amt (нім.). Процитовано 26 березня 2019.
229. ↑  Auswärtiges Amt – Nepal. Auswärtiges Amt (нім.). Процитовано 26 березня 2019.
230. ↑  Auswärtiges Amt – Korea (Demokratische Volksrepublik, Nordkorea). Auswärtiges Amt (нім.). Процитовано 26 березня 2019.
231. ↑  Auswärtiges Amt – Oman. Auswärtiges Amt (нім.). Процитовано 26 березня 2019.
232. ↑  statestimes.com. Архів оригіналу за 3 вересня 2015. Процитовано 30 вересня 2014.
233. 1 2  Auswärtiges Amt – Pakistan. Auswärtiges Amt (нім.). Процитовано 26 березня 2019.
234. ↑  Auswärtiges Amt – Palästinensische Gebiete. Auswärtiges Amt (нім.). Процитовано 26 березня 2019.
235. ↑  Auswärtiges Amt – Philippinen. Auswärtiges Amt (нім.). Процитовано 26 березня 2019.
236. ↑  Auswärtiges Amt – Katar. Auswärtiges Amt (нім.). Процитовано 26 березня 2019.
237. ↑  Auswärtiges Amt – Saudi-Arabien. Auswärtiges Amt (нім.). Процитовано 26 березня 2019.
238. ↑  Auswärtiges Amt – Singapur. Auswärtiges Amt (нім.). Процитовано 26 березня 2019.
239. ↑  Auswärtiges Amt – Bilateral relations. Auswärtiges Amt (брит.). Процитовано 4 жовтня 2016.
240. 1 2  Auswärtiges Amt – Korea (Republik Korea, Südkorea). Auswärtiges Amt (нім.). Процитовано 26 березня 2019.
241. ↑  Deutsche Botschaft Seoul – Startseite. seoul.diplo.de. Архів оригіналу за 1 липня 2015. Процитовано 4 жовтня 2016.
242. ↑  Auswärtiges Amt – Sri Lanka. Auswärtiges Amt (нім.). Процитовано 26 березня 2019.
243. ↑  Auswärtiges Amt. Syrien (нім.). Процитовано 14 жовтня 2022.
244. ↑  Auswärtiges Amt. Deutsche Vertretungen in Syrien (нім.). Процитовано 14 жовтня 2022.
245. ↑  Auswärtiges Amt – Tadschikistan. Auswärtiges Amt (нім.). Процитовано 26 березня 2019.
246. ↑  Auswärtiges Amt – Thailand. Auswärtiges Amt (нім.). Процитовано 27 березня 2019.
247. ↑  Spooner, Andrew (13 травня 2007). Berlin: Shish And Sauerkraut To Go. The Independent. London. Архів оригіналу за 14 травня 2011. Процитовано 24 травня 2010.
248. 1 2  Auswärtiges Amt – Türkei. Auswärtiges Amt (нім.). Процитовано 27 березня 2019.
249. ↑  Auswärtiges Amt – Turkmenistan. Auswärtiges Amt (нім.). Процитовано 27 березня 2019.
250. ↑  Auswärtiges Amt – Vereinigte Arabische Emirate. Auswärtiges Amt (нім.). Процитовано 27 березня 2019.
251. ↑  Auswärtiges Amt – Usbekistan. Auswärtiges Amt (нім.). Процитовано 27 березня 2019.
252. ↑  Auswärtiges Amt – Vietnam. Auswärtiges Amt (нім.). Процитовано 27 березня 2019.
253. ↑  https://en.wikipedia.org/wiki/Foreign_relations_of_Germany#cite_note-179
254. ↑  Crawford, Beverly (1996). Explaining Defection from International Cooperation: Germany's Unilateral Recognition of Croatia. World Politics. 48 (4): 482—521.
255. ↑  Auswärtiges Amt – Albanien. Auswärtiges Amt (нім.). Процитовано 27 березня 2019.
256. ↑  Auswärtiges Amt – Andorra. Auswärtiges Amt (нім.). Процитовано 27 березня 2019.
257. ↑  Auswärtiges Amt – Österreich. Auswärtiges Amt (нім.). Процитовано 27 березня 2019.
258. ↑  Belarusian embassy in Berlin(in German and Russian only). Belarus-botschaft.de. Процитовано 31 грудня 2010.
259. 1 2  Auswärtiges Amt – Belarus. Auswärtiges Amt (нім.). Процитовано 27 березня 2019.
260. ↑  embassy in Minsk (in German and Russian only) (рос.). Minsk.diplo.de. Архів оригіналу за 14 червня 2009. Процитовано 31 грудня 2010.
261. ↑  Auswärtiges Amt – Belgien. Auswärtiges Amt (нім.). Процитовано 27 березня 2019.
262. ↑  Auswärtiges Amt – Bosnien und Herzegovina. Auswärtiges Amt (нім.). Процитовано 27 березня 2019.
263. ↑  Auswärtiges Amt – Bulgarien. Auswärtiges Amt (нім.). Процитовано 27 березня 2019.
264. ↑  Croatian embassy in Berlin (in croat and German only). De.mfa.hr. Архів оригіналу за 16 травня 2019. Процитовано 31 грудня 2010.
265. 1 2  Auswärtiges Amt – Kroatien. Auswärtiges Amt (нім.). Процитовано 27 березня 2019.
266. ↑  Cyprus embassy in Berlin. mfa.gov.cy. Архів оригіналу за 4 квітня 2016. Процитовано 5 квітня 2018.
267. ↑  Auswärtiges Amt – Zypern. Auswärtiges Amt (нім.). Процитовано 27 березня 2019.
268. ↑  Auswärtiges Amt – Tschechien. Auswärtiges Amt (нім.). Процитовано 27 березня 2019.
269. ↑  Auswärtiges Amt – Dänemark. Auswärtiges Amt (нім.). Процитовано 2 травня 2023.
270. ↑  Auswärtiges Amt – Estonia. Auswärtiges Amt (нім.). Процитовано 27 березня 2019.
271. ↑  Auswärtiges Amt – Finnland. Auswärtiges Amt (нім.). Процитовано 27 березня 2019.
272. ↑  Archived copy (PDF). Архів оригіналу (PDF) за 5 березня 2006. Процитовано 4 березня 2006.{{cite web}}:  Обслуговування CS1: Сторінки з текстом «archived copy» як значення параметру title (посилання)
273. 1 2  Auswärtiges Amt – Frankreich. Auswärtiges Amt (нім.). Процитовано 27 березня 2019.
274. ↑  Auswärtiges Amt – Griechenland. Auswärtiges Amt (нім.). Процитовано 27 березня 2019.
275. ↑  Auswärtiges Amt – Georgien. Auswärtiges Amt (нім.). Процитовано 26 березня 2019.
276. ↑  Auswärtiges Amt – Heiliger Stuhl / Vatikan. Auswärtiges Amt (нім.). Процитовано 27 березня 2019.
277. ↑  Hungarian embassy in Berlin (in German and Hungarian only). Mfa.gov.hu. Архів оригіналу за 31 грудня 2010. Процитовано 31 грудня 2010.
278. ↑  Auswärtiges Amt – Ungarn. Auswärtiges Amt (нім.). Процитовано 27 березня 2019.
279. 1 2  Auswärtiges Amt – Island. Auswärtiges Amt (нім.). Процитовано 27 березня 2019.
280. ↑  Auswärtiges Amt – Irland. Auswärtiges Amt (нім.). Процитовано 27 березня 2019.
281. ↑  Auswärtiges Amt – Italien. Auswärtiges Amt (нім.). Процитовано 27 березня 2019.
282. ↑  Auswärtiges Amt – Kosovo. Auswärtiges Amt (нім.). Процитовано 21 квітня 2024.
283. ↑  July 2008-kosovogeberkonferenz__en.html. Архів оригіналу за 5 серпня 2009. Процитовано 23 грудня 2022.
284. ↑  Text in League of Nations Treaty Series, vol. 2, pp. 92–99
285. ↑  Latvian embassy in Berlin (in German and Latvian only). Mfa.gov.lv. 25 вересня 2010. Процитовано 31 грудня 2010.
286. ↑  Auswärtiges Amt – Lettland. Auswärtiges Amt (нім.). Процитовано 27 березня 2019.
287. ↑  German embassy in Riga (in German and Latvian only) (латис.). Riga.diplo.de. Архів оригіналу за 27 червня 2009. Процитовано 31 грудня 2010.
288. ↑  Auswärtiges Amt – Liechtenstein. Auswärtiges Amt (нім.). Процитовано 27 березня 2019.
289. 1 2  Auswärtiges Amt – Litauen. Auswärtiges Amt (нім.). Процитовано 27 березня 2019.
290. ↑  deutschebotschaft-wilna.lt. German embassy in Vilnius (in German and Lithuanian only). Deutschebotschaft-wilna.lt. Процитовано 31 грудня 2010.
291. ↑  Auswärtiges Amt – Luxemburg. Auswärtiges Amt (нім.). Процитовано 27 березня 2019.
292. ↑  Maltese embassy in Berlin (PDF). Архів (PDF) оригіналу за 17 липня 2011. Процитовано 30 вересня 2014.
293. ↑  Auswärtiges Amt – Malta. Auswärtiges Amt (нім.). Процитовано 27 березня 2019.
294. ↑  Auswärtiges Amt – Republik Moldau. Auswärtiges Amt (нім.). Процитовано 27 березня 2019.
295. ↑  Auswärtiges Amt – Monaco. Auswärtiges Amt (нім.). Процитовано 27 березня 2019.
296. ↑  Auswärtiges Amt – Montenegro. Auswärtiges Amt (нім.). Процитовано 27 березня 2019.
297. ↑  Auswärtiges Amt – Niederlande. Auswärtiges Amt (нім.). Процитовано 27 березня 2019.
298. ↑  Auswärtiges Amt – Nordmazedonien. Auswärtiges Amt (нім.). Процитовано 27 березня 2019.
299. ↑  Auswärtiges Amt – Norwegen. Auswärtiges Amt (нім.). Процитовано 27 березня 2019.
300. ↑  (пол.) Informacje o Polsce — informacje ogólne [Архівовано 25 червня 2009 у Wayback Machine.]. Page gives Polish PWN Encyklopedia as reference.
301. ↑  Auswärtiges Amt – Polen. Auswärtiges Amt (нім.). Процитовано 27 березня 2019.
302. ↑  Auswärtiges Amt – Portugal. Auswärtiges Amt (нім.). Процитовано 27 березня 2019.
303. ↑  Auswärtiges Amt – Rumänien. Auswärtiges Amt (нім.). Процитовано 27 березня 2019.
304. ↑  Auswärtiges Amt – Russische Föderation. Auswärtiges Amt (нім.). Процитовано 27 березня 2019.
305. ↑  Auswärtiges Amt – San Marino. Auswärtiges Amt (нім.). Процитовано 27 березня 2019.
306. ↑  Serbian embassy in Berlin (in German and Serbian only). Embassy of Serbia, Berlin. Процитовано 31 грудня 2010.
307. ↑  Serbian general consulates in Germany (in German and Serbian only). Konzulati-rs.de. Процитовано 31 грудня 2010.
308. ↑  Auswärtiges Amt – Serbien. Auswärtiges Amt (нім.). Процитовано 27 березня 2019.
309. 1 2  Auswärtiges Amt – Slowakei. Auswärtiges Amt (нім.). Процитовано 27 березня 2019.
310. ↑  Germany embassy in Bratislava (in German and Slovakian only) (словац.). Pressburg.diplo.de  * Німецько-словацькі відносини. 9 грудня 2010. Процитовано 31 грудня 2010.
311. ↑  Auswärtiges Amt – Slowenien. Auswärtiges Amt (нім.). Процитовано 27 березня 2019.
312. ↑  Official Visit of the German Foreign Minister Sigmar Gabriel, for the opening of diplomatic relations between Germany and the Order of Malta. Orderofmalta.int. Процитовано 15 листопада 2017.
313. ↑  Diplomatische Beziehungen zum Malteserorden (in German only). Embassy of the Federal Republic of Germany to the Holy See. Процитовано 7 червня 2018.
314. ↑  Auswärtiges Amt – Spanien. Auswärtiges Amt (нім.). Процитовано 27 березня 2019.
315. ↑  Auswärtiges Amt – Schweden. Auswärtiges Amt (нім.). Процитовано 27 березня 2019.
316. ↑  Auswärtiges Amt – Schweiz. Auswärtiges Amt (нім.). Процитовано 27 березня 2019.
317. ↑  Auswärtiges Amt – Ukraine. Auswärtiges Amt (нім.). Процитовано 27 березня 2019.
318. 1 2  Auswärtiges Amt – Großbritannien / Vereinigtes Königreich. Auswärtiges Amt (нім.). Процитовано 27 березня 2019.
319. ↑  Worldwide organisations. Процитовано 30 вересня 2014.
320. ↑  British Embassy Berlin – GOV.UK. ukingermany.fco.gov.uk. Архів оригіналу за 23 квітня 2010. Процитовано 5 квітня 2018.
321. ↑  Embassy of the Federal Republic of Germany London – How to find us. Архів оригіналу за 15 листопада 2012. Процитовано 30 вересня 2014.
322. ↑  Embassy of the Federal Republic of Germany London – Consulates in the UK. Архів оригіналу за 15 листопада 2012. Процитовано 30 вересня 2014.
323. ↑  Post-Brexit UK investments drive FDI in Germany to record level. 22 травня 2023.
324. ↑  Auswärtiges Amt – Australien. Auswärtiges Amt (нім.). Процитовано 27 березня 2019.
325. ↑  Auswärtiges Amt – Fidschi. Auswärtiges Amt (нім.). Процитовано 27 березня 2019.
326. ↑  Auswärtiges Amt – Kiribati. Auswärtiges Amt (нім.). Процитовано 27 березня 2019.
327. ↑  Auswärtiges Amt – Marshallinseln. Auswärtiges Amt (нім.). Процитовано 27 березня 2019.
328. ↑  Auswärtiges Amt – Mikronesien. Auswärtiges Amt (нім.). Процитовано 27 березня 2019.
329. ↑  Auswärtiges Amt – Nauru. Auswärtiges Amt (нім.). Процитовано 27 березня 2019.
330. ↑  Auswärtiges Amt – Neuseeland. Auswärtiges Amt (нім.). Процитовано 28 березня 2019.
331. ↑  Auswärtiges Amt – Palau. Auswärtiges Amt (нім.). Процитовано 28 березня 2019.
332. ↑  Auswärtiges Amt – Papua-Neuguinea. Auswärtiges Amt (нім.). Процитовано 28 березня 2019.
333. ↑  Auswärtiges Amt – Samoa. Auswärtiges Amt (нім.). Процитовано 28 березня 2019.
334. ↑  Auswärtiges Amt – Salomonen. Auswärtiges Amt (нім.). Процитовано 28 березня 2019.
335. ↑  Auswärtiges Amt – Tonga. Auswärtiges Amt (нім.). Процитовано 28 березня 2019.
336. ↑  Auswärtiges Amt – Tuvalu. Auswärtiges Amt (нім.). Процитовано 28 березня 2019.
337. ↑  Auswärtiges Amt – Vanuatu. Auswärtiges Amt (нім.). Процитовано 28 березня 2019.

## Подальше читання
- Барк, Денніс Л. і Девід Р. Гресс. Історія Західної Німеччини. том. 1: Від тіні до субстанції, 1945—1963. том. 2: Демократія та її невдоволення, 1963—1991 (1993), стандартна наукова історія
- Блуменау, Бернхард, «Зовнішня політика Німеччини та „німецька проблема“ під час та після холодної війни: зміни та продовження». у: B Blumenau, J Hanhimäki & B Zanchetta (eds), New Perspectives on the End of the Cold War: Unexpected Transformations? гл. 5. Лондон: Routledge, 2018.ISBN 9781138731349.
- Бранденбург, Еріх. Від Бісмарка до світової війни: Історія зовнішньої політики Німеччини 1870—1914 (1927) онлайн.
- Buse, Dieter K., and Juergen C. Doerr, eds. Сучасна Німеччина: енциклопедія історії, народу та культури, 1871—1990 (2 т. Гірлянда, 1998).
- Кларк, Клаудія. Дорогий Бараку: Надзвичайне партнерство Барака Обами та Ангели Меркель (2021)
- Коул, Алістер. Франко-німецькі відносини (2000)
- Фельдман, Лілі Гарднер. Зовнішня політика примирення Німеччини: від ворожнечі до дружби (Rowman & Littlefield; 2012) 393 сторінки; про відносини Німеччини з Францією, Ізраїлем, Польщею та Чехословаччиною/Чехією. уривок
- Форсберг, Туомас. «Від Ostpolitik до „frostpolitik“? Меркель, Путін і зовнішня політика Німеччини щодо Росії». Міжнародні справи 92.1 (2016): 21-42. онлайн
- Ґаскарт, Джеймі та Кай Опперманн. «Зіткнення традицій: зовнішня політика Німеччини в нову еру». Перспективи міжнародних досліджень 22.1 (2021): 84-105. онлайн
- Гайс, Імануель. Зовнішня політика Німеччини, 1871—1914 (1976)
- Гафтендорн, Хельга. Зовнішня політика Німеччини з 1945 року (2006), 441 стор
- Ганрідер, Вольфрам Ф. Німеччина, Америка, Європа: сорок років зовнішньої політики Німеччини (1991)
- Хойзер, Беатріс. НАТО, Велика Британія, Франція та ФРН: ядерні стратегії та сили для Європи, 1949—2000 (1997) 256 стор.
- Хьюітсон, Марк. «Німеччина і Франція перед Першою світовою війною: переоцінка зовнішньої політики Вільгельміна». English Historical Review 115.462 (2000): 570—606. в JSTOR
- Юнкер, Детлеф, ред. Сполучені Штати та Німеччина в епоху холодної війни (2 том 2004), 150 коротких есе вчених, що охоплюють 1945—1990 роки , уривок і пошук тексту, том 1 ; уривок і пошук тексту том 2
- Кефферпуц, Родерік і Джеремі Стерн. «Сполучені Штати, Німеччина та світовий порядок: нові пріоритети для мінливого альянсу». Atlantic Council: Issue Brief (2021) онлайн
- Кімміх, Крістоф. Зовнішня політика Німеччини 1918—1945 рр.: Посібник із дослідження та дослідницькі матеріали (2-е вид. Scholarly Resources, 1991) 264 стор.
- Лейц, Крістіан. Нацистська зовнішня політика, 1933—1941: Шлях до глобальної війни (2004)
- Маулуччі мл., Міністерство закордонних справ Томаса В. Аденауера: Західнонімецька дипломатія в тіні Третього Рейху (2012) уривок
- Опперманн, Кай. «Концепції національної ролі, внутрішні обмеження та нова „нормальність“ у зовнішній політиці Німеччини: криза єврозони, Лівія та за її межами». німецька політика;; 21.4 (2012): 502—519.
- Патерсон, Вільям Е. «Зовнішня політика Великої коаліції». Німецька політика 19.3-4 (2010): 497—514.
- Папайоану, Пол А. «Взаємозалежність, інститути та баланс сил: Велика Британія, Німеччина та Перша світова війна». Міжнародна безпека 20.4 (1996): 42–76.
- Шварц, Ганс-Петер. Конрад Аденауер: Німецький політик і державний діяч у період війни, революції та реконструкції (2 том 1995) уривок і пошук тексту том 2 .
- Шмітт, Бернадот Е. «Троїстий союз і Антанта, 1902—1914 рр.». American Historical Review 29.3 (1924): 449—473. в JSTOR
- Зонтаг, Реймонд Джеймс. Німеччина та Англія: передісторія конфлікту, 1848—1898 (1938)
- Spang, Christian W. and Rolf-Harald Wippich, eds. Японсько-німецькі відносини, 1895—1945: війна, дипломатія та громадська думка (2006)
- Вайнберг, Герхард Л. Зовнішня політика гітлерівської Німеччини (2 томи, 1970–80).
- Райт, Джонатан. Німеччина та походження Другої світової війни (Palgrave Macmillan, 2007) 223 стор. онлайн огляд
- Янг, Вільям. Німецькі дипломатичні відносини 1871—1945: Вільгельмштрассе та формулювання зовнішньої політики (2006); як міністерство закордонних справ формувало політику
- Жан-Клод Карон і Мішель Вернюс, Європа в 19 СТОЛІТТІ: від націй до націоналізму, Малакофф, Арманд Колін, кол. «U / Історія», 2019 рік (перевидання 2021), 4- е вид . (1-е вид . 1996), 509 с. (ISBN 978-2-200-62256-5, ISSN 1147-3878, OCLC 1103607262, BNF 45728648, SUDOC 236097547, онлайн-презентація [архів]).
- Рената Фріч-Бурназель, Радянський Союз і Німеччина, Національний фонд політичних наук, 1979.
- Філіп Х. Гордон, Нормалізація зовнішньої політики Німеччини, Foreign Policy, 2/1994, стор. 497—516
- Карл-Рудольф Корте, Історія німецької єдності, Deutsche Verlag, Anstalt-Stuttgart
- AM Le Gloannec, The Orphan Nation, 1987, Hachette Pluriel.
- Жиль Лепезан, Геополітика східних кордонів Німеччини, Париж, L'Harmattan, 1998, стор. 131—189 .
- Жак Ле Рідер, Німецька нація та об'єднання, Зовнішня політика, 4/1991, стор. 913—927 .
- Поль Летурно, Зовнішня політика Німеччини: новий стиль і вірність мультилатералізму, Revue d'Allemand, 2/1999, стор. 333—345 .
- Стефан Мартенс, Східна політика Федеративної Республіки Німеччини з 1949 року. Між міфом і реальністю, Париж, PUF, 1998
- Г. Молл, Зовнішня політика Німеччини та новий міжнародний порядок: втрачений рай?, Примітка Cerfa № 18 (a), Грудень 2004 року
- Анрі Менудьє, Політика на сході Федеративної Республіки Німеччина. L'Ostpolitik, Documentation française, Париж, 1976.
- Філіп Моро Дефарж, Міжнародні відносини, Том 1: Регіональні питання, Сеуїл, 1993, Лютий 2003 року,
- Ганс Старк, Зовнішня політика Німеччини між глобальним покликанням і європейськими обмеженнями, у Foreign Policy (4/2007), стор. 789—801
- Сьюзен Стрендж, Відступ держави. The Diffusion of Power in the World Economy, Cambridge, CUP, 1996.
- Альфред Вал:
  - Німеччина з 1918 по 1945 рік , 1999, Арманд Колін.
  - Історія ФРН, А. Колін, зб. Курс, 1995